# Échiquier
Pour les articles homonymes, voir Échiquier (homonymie).

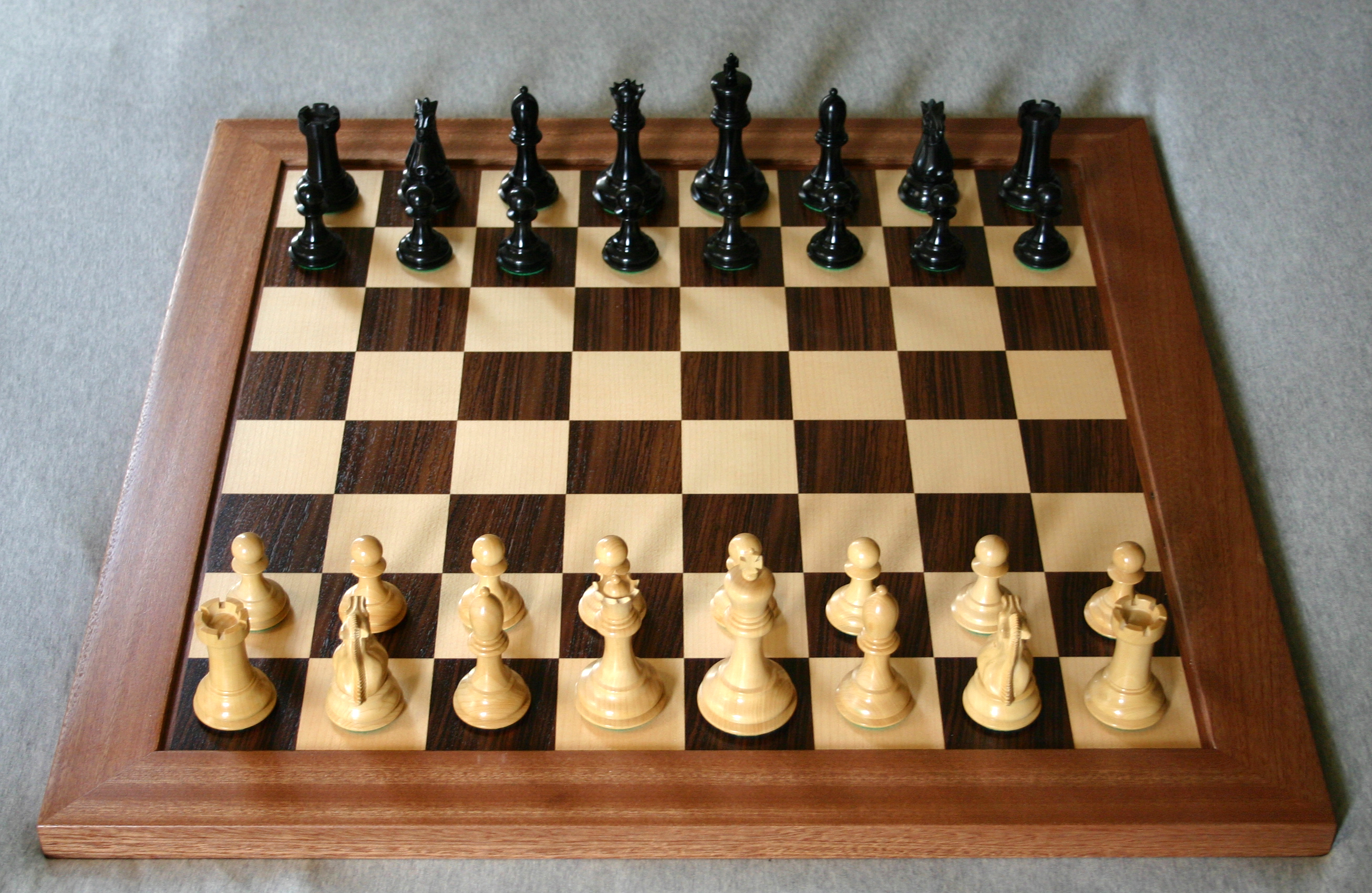
Échiquier et pièces de type Staunton.

L’échiquier est le tablier ou plateau du jeu d'échecs. C'est une grille carrée de 8 cases de côté, soit 64 cases en tout, en alternance sombres (appelées « noires ») et claires (appelées « blanches »). Dans les tables d'échecs, l'échiquier est intégré dans la surface supérieure de la table.
Par extension l'échiquier désigne  la position d'un joueur lors d'une compétition d'échecs où les joueurs de deux équipes s'affrontent sur plusieurs échiquiers: un joueur qui joue au premier échiquier joue en première position ; un joueur « échiquier de réserve » est un joueur remplaçant.

## Disposition
|   | a | b | c | d | e | f | g | h |   |
| 8 | Tour noire sur case blanche a8 · Cavalier noir sur case noire b8 · Fou noir sur case blanche c8 · Dame noire sur case noire d8 · Roi noir sur case blanche e8 · Fou noir sur case noire f8 · Cavalier noir sur case blanche g8 · Tour noire sur case noire h8 · Pion noir sur case noire a7 · Pion noir sur case blanche b7 · Pion noir sur case noire c7 · Pion noir sur case blanche d7 · Pion noir sur case noire e7 · Pion noir sur case blanche f7 · Pion noir sur case noire g7 · Pion noir sur case blanche h7 · Pion blanc sur case blanche a2 · Pion blanc sur case noire b2 · Pion blanc sur case blanche c2 · Pion blanc sur case noire d2 · Pion blanc sur case blanche e2 · Pion blanc sur case noire f2 · Pion blanc sur case blanche g2 · Pion blanc sur case noire h2 · Tour blanche sur case noire a1 · Cavalier blanc sur case blanche b1 · Fou blanc sur case noire c1 · Dame blanche sur case blanche d1 · Roi blanc sur case noire e1 · Fou blanc sur case blanche f1 · Cavalier blanc sur case noire g1 · Tour blanche sur case blanche h1 | Tour noire sur case blanche a8 · Cavalier noir sur case noire b8 · Fou noir sur case blanche c8 · Dame noire sur case noire d8 · Roi noir sur case blanche e8 · Fou noir sur case noire f8 · Cavalier noir sur case blanche g8 · Tour noire sur case noire h8 · Pion noir sur case noire a7 · Pion noir sur case blanche b7 · Pion noir sur case noire c7 · Pion noir sur case blanche d7 · Pion noir sur case noire e7 · Pion noir sur case blanche f7 · Pion noir sur case noire g7 · Pion noir sur case blanche h7 · Pion blanc sur case blanche a2 · Pion blanc sur case noire b2 · Pion blanc sur case blanche c2 · Pion blanc sur case noire d2 · Pion blanc sur case blanche e2 · Pion blanc sur case noire f2 · Pion blanc sur case blanche g2 · Pion blanc sur case noire h2 · Tour blanche sur case noire a1 · Cavalier blanc sur case blanche b1 · Fou blanc sur case noire c1 · Dame blanche sur case blanche d1 · Roi blanc sur case noire e1 · Fou blanc sur case blanche f1 · Cavalier blanc sur case noire g1 · Tour blanche sur case blanche h1 | Tour noire sur case blanche a8 · Cavalier noir sur case noire b8 · Fou noir sur case blanche c8 · Dame noire sur case noire d8 · Roi noir sur case blanche e8 · Fou noir sur case noire f8 · Cavalier noir sur case blanche g8 · Tour noire sur case noire h8 · Pion noir sur case noire a7 · Pion noir sur case blanche b7 · Pion noir sur case noire c7 · Pion noir sur case blanche d7 · Pion noir sur case noire e7 · Pion noir sur case blanche f7 · Pion noir sur case noire g7 · Pion noir sur case blanche h7 · Pion blanc sur case blanche a2 · Pion blanc sur case noire b2 · Pion blanc sur case blanche c2 · Pion blanc sur case noire d2 · Pion blanc sur case blanche e2 · Pion blanc sur case noire f2 · Pion blanc sur case blanche g2 · Pion blanc sur case noire h2 · Tour blanche sur case noire a1 · Cavalier blanc sur case blanche b1 · Fou blanc sur case noire c1 · Dame blanche sur case blanche d1 · Roi blanc sur case noire e1 · Fou blanc sur case blanche f1 · Cavalier blanc sur case noire g1 · Tour blanche sur case blanche h1 | Tour noire sur case blanche a8 · Cavalier noir sur case noire b8 · Fou noir sur case blanche c8 · Dame noire sur case noire d8 · Roi noir sur case blanche e8 · Fou noir sur case noire f8 · Cavalier noir sur case blanche g8 · Tour noire sur case noire h8 · Pion noir sur case noire a7 · Pion noir sur case blanche b7 · Pion noir sur case noire c7 · Pion noir sur case blanche d7 · Pion noir sur case noire e7 · Pion noir sur case blanche f7 · Pion noir sur case noire g7 · Pion noir sur case blanche h7 · Pion blanc sur case blanche a2 · Pion blanc sur case noire b2 · Pion blanc sur case blanche c2 · Pion blanc sur case noire d2 · Pion blanc sur case blanche e2 · Pion blanc sur case noire f2 · Pion blanc sur case blanche g2 · Pion blanc sur case noire h2 · Tour blanche sur case noire a1 · Cavalier blanc sur case blanche b1 · Fou blanc sur case noire c1 · Dame blanche sur case blanche d1 · Roi blanc sur case noire e1 · Fou blanc sur case blanche f1 · Cavalier blanc sur case noire g1 · Tour blanche sur case blanche h1 | Tour noire sur case blanche a8 · Cavalier noir sur case noire b8 · Fou noir sur case blanche c8 · Dame noire sur case noire d8 · Roi noir sur case blanche e8 · Fou noir sur case noire f8 · Cavalier noir sur case blanche g8 · Tour noire sur case noire h8 · Pion noir sur case noire a7 · Pion noir sur case blanche b7 · Pion noir sur case noire c7 · Pion noir sur case blanche d7 · Pion noir sur case noire e7 · Pion noir sur case blanche f7 · Pion noir sur case noire g7 · Pion noir sur case blanche h7 · Pion blanc sur case blanche a2 · Pion blanc sur case noire b2 · Pion blanc sur case blanche c2 · Pion blanc sur case noire d2 · Pion blanc sur case blanche e2 · Pion blanc sur case noire f2 · Pion blanc sur case blanche g2 · Pion blanc sur case noire h2 · Tour blanche sur case noire a1 · Cavalier blanc sur case blanche b1 · Fou blanc sur case noire c1 · Dame blanche sur case blanche d1 · Roi blanc sur case noire e1 · Fou blanc sur case blanche f1 · Cavalier blanc sur case noire g1 · Tour blanche sur case blanche h1 | Tour noire sur case blanche a8 · Cavalier noir sur case noire b8 · Fou noir sur case blanche c8 · Dame noire sur case noire d8 · Roi noir sur case blanche e8 · Fou noir sur case noire f8 · Cavalier noir sur case blanche g8 · Tour noire sur case noire h8 · Pion noir sur case noire a7 · Pion noir sur case blanche b7 · Pion noir sur case noire c7 · Pion noir sur case blanche d7 · Pion noir sur case noire e7 · Pion noir sur case blanche f7 · Pion noir sur case noire g7 · Pion noir sur case blanche h7 · Pion blanc sur case blanche a2 · Pion blanc sur case noire b2 · Pion blanc sur case blanche c2 · Pion blanc sur case noire d2 · Pion blanc sur case blanche e2 · Pion blanc sur case noire f2 · Pion blanc sur case blanche g2 · Pion blanc sur case noire h2 · Tour blanche sur case noire a1 · Cavalier blanc sur case blanche b1 · Fou blanc sur case noire c1 · Dame blanche sur case blanche d1 · Roi blanc sur case noire e1 · Fou blanc sur case blanche f1 · Cavalier blanc sur case noire g1 · Tour blanche sur case blanche h1 | Tour noire sur case blanche a8 · Cavalier noir sur case noire b8 · Fou noir sur case blanche c8 · Dame noire sur case noire d8 · Roi noir sur case blanche e8 · Fou noir sur case noire f8 · Cavalier noir sur case blanche g8 · Tour noire sur case noire h8 · Pion noir sur case noire a7 · Pion noir sur case blanche b7 · Pion noir sur case noire c7 · Pion noir sur case blanche d7 · Pion noir sur case noire e7 · Pion noir sur case blanche f7 · Pion noir sur case noire g7 · Pion noir sur case blanche h7 · Pion blanc sur case blanche a2 · Pion blanc sur case noire b2 · Pion blanc sur case blanche c2 · Pion blanc sur case noire d2 · Pion blanc sur case blanche e2 · Pion blanc sur case noire f2 · Pion blanc sur case blanche g2 · Pion blanc sur case noire h2 · Tour blanche sur case noire a1 · Cavalier blanc sur case blanche b1 · Fou blanc sur case noire c1 · Dame blanche sur case blanche d1 · Roi blanc sur case noire e1 · Fou blanc sur case blanche f1 · Cavalier blanc sur case noire g1 · Tour blanche sur case blanche h1 | Tour noire sur case blanche a8 · Cavalier noir sur case noire b8 · Fou noir sur case blanche c8 · Dame noire sur case noire d8 · Roi noir sur case blanche e8 · Fou noir sur case noire f8 · Cavalier noir sur case blanche g8 · Tour noire sur case noire h8 · Pion noir sur case noire a7 · Pion noir sur case blanche b7 · Pion noir sur case noire c7 · Pion noir sur case blanche d7 · Pion noir sur case noire e7 · Pion noir sur case blanche f7 · Pion noir sur case noire g7 · Pion noir sur case blanche h7 · Pion blanc sur case blanche a2 · Pion blanc sur case noire b2 · Pion blanc sur case blanche c2 · Pion blanc sur case noire d2 · Pion blanc sur case blanche e2 · Pion blanc sur case noire f2 · Pion blanc sur case blanche g2 · Pion blanc sur case noire h2 · Tour blanche sur case noire a1 · Cavalier blanc sur case blanche b1 · Fou blanc sur case noire c1 · Dame blanche sur case blanche d1 · Roi blanc sur case noire e1 · Fou blanc sur case blanche f1 · Cavalier blanc sur case noire g1 · Tour blanche sur case blanche h1 | 8 |
| 7 | Tour noire sur case blanche a8 · Cavalier noir sur case noire b8 · Fou noir sur case blanche c8 · Dame noire sur case noire d8 · Roi noir sur case blanche e8 · Fou noir sur case noire f8 · Cavalier noir sur case blanche g8 · Tour noire sur case noire h8 · Pion noir sur case noire a7 · Pion noir sur case blanche b7 · Pion noir sur case noire c7 · Pion noir sur case blanche d7 · Pion noir sur case noire e7 · Pion noir sur case blanche f7 · Pion noir sur case noire g7 · Pion noir sur case blanche h7 · Pion blanc sur case blanche a2 · Pion blanc sur case noire b2 · Pion blanc sur case blanche c2 · Pion blanc sur case noire d2 · Pion blanc sur case blanche e2 · Pion blanc sur case noire f2 · Pion blanc sur case blanche g2 · Pion blanc sur case noire h2 · Tour blanche sur case noire a1 · Cavalier blanc sur case blanche b1 · Fou blanc sur case noire c1 · Dame blanche sur case blanche d1 · Roi blanc sur case noire e1 · Fou blanc sur case blanche f1 · Cavalier blanc sur case noire g1 · Tour blanche sur case blanche h1 | Tour noire sur case blanche a8 · Cavalier noir sur case noire b8 · Fou noir sur case blanche c8 · Dame noire sur case noire d8 · Roi noir sur case blanche e8 · Fou noir sur case noire f8 · Cavalier noir sur case blanche g8 · Tour noire sur case noire h8 · Pion noir sur case noire a7 · Pion noir sur case blanche b7 · Pion noir sur case noire c7 · Pion noir sur case blanche d7 · Pion noir sur case noire e7 · Pion noir sur case blanche f7 · Pion noir sur case noire g7 · Pion noir sur case blanche h7 · Pion blanc sur case blanche a2 · Pion blanc sur case noire b2 · Pion blanc sur case blanche c2 · Pion blanc sur case noire d2 · Pion blanc sur case blanche e2 · Pion blanc sur case noire f2 · Pion blanc sur case blanche g2 · Pion blanc sur case noire h2 · Tour blanche sur case noire a1 · Cavalier blanc sur case blanche b1 · Fou blanc sur case noire c1 · Dame blanche sur case blanche d1 · Roi blanc sur case noire e1 · Fou blanc sur case blanche f1 · Cavalier blanc sur case noire g1 · Tour blanche sur case blanche h1 | Tour noire sur case blanche a8 · Cavalier noir sur case noire b8 · Fou noir sur case blanche c8 · Dame noire sur case noire d8 · Roi noir sur case blanche e8 · Fou noir sur case noire f8 · Cavalier noir sur case blanche g8 · Tour noire sur case noire h8 · Pion noir sur case noire a7 · Pion noir sur case blanche b7 · Pion noir sur case noire c7 · Pion noir sur case blanche d7 · Pion noir sur case noire e7 · Pion noir sur case blanche f7 · Pion noir sur case noire g7 · Pion noir sur case blanche h7 · Pion blanc sur case blanche a2 · Pion blanc sur case noire b2 · Pion blanc sur case blanche c2 · Pion blanc sur case noire d2 · Pion blanc sur case blanche e2 · Pion blanc sur case noire f2 · Pion blanc sur case blanche g2 · Pion blanc sur case noire h2 · Tour blanche sur case noire a1 · Cavalier blanc sur case blanche b1 · Fou blanc sur case noire c1 · Dame blanche sur case blanche d1 · Roi blanc sur case noire e1 · Fou blanc sur case blanche f1 · Cavalier blanc sur case noire g1 · Tour blanche sur case blanche h1 | Tour noire sur case blanche a8 · Cavalier noir sur case noire b8 · Fou noir sur case blanche c8 · Dame noire sur case noire d8 · Roi noir sur case blanche e8 · Fou noir sur case noire f8 · Cavalier noir sur case blanche g8 · Tour noire sur case noire h8 · Pion noir sur case noire a7 · Pion noir sur case blanche b7 · Pion noir sur case noire c7 · Pion noir sur case blanche d7 · Pion noir sur case noire e7 · Pion noir sur case blanche f7 · Pion noir sur case noire g7 · Pion noir sur case blanche h7 · Pion blanc sur case blanche a2 · Pion blanc sur case noire b2 · Pion blanc sur case blanche c2 · Pion blanc sur case noire d2 · Pion blanc sur case blanche e2 · Pion blanc sur case noire f2 · Pion blanc sur case blanche g2 · Pion blanc sur case noire h2 · Tour blanche sur case noire a1 · Cavalier blanc sur case blanche b1 · Fou blanc sur case noire c1 · Dame blanche sur case blanche d1 · Roi blanc sur case noire e1 · Fou blanc sur case blanche f1 · Cavalier blanc sur case noire g1 · Tour blanche sur case blanche h1 | Tour noire sur case blanche a8 · Cavalier noir sur case noire b8 · Fou noir sur case blanche c8 · Dame noire sur case noire d8 · Roi noir sur case blanche e8 · Fou noir sur case noire f8 · Cavalier noir sur case blanche g8 · Tour noire sur case noire h8 · Pion noir sur case noire a7 · Pion noir sur case blanche b7 · Pion noir sur case noire c7 · Pion noir sur case blanche d7 · Pion noir sur case noire e7 · Pion noir sur case blanche f7 · Pion noir sur case noire g7 · Pion noir sur case blanche h7 · Pion blanc sur case blanche a2 · Pion blanc sur case noire b2 · Pion blanc sur case blanche c2 · Pion blanc sur case noire d2 · Pion blanc sur case blanche e2 · Pion blanc sur case noire f2 · Pion blanc sur case blanche g2 · Pion blanc sur case noire h2 · Tour blanche sur case noire a1 · Cavalier blanc sur case blanche b1 · Fou blanc sur case noire c1 · Dame blanche sur case blanche d1 · Roi blanc sur case noire e1 · Fou blanc sur case blanche f1 · Cavalier blanc sur case noire g1 · Tour blanche sur case blanche h1 | Tour noire sur case blanche a8 · Cavalier noir sur case noire b8 · Fou noir sur case blanche c8 · Dame noire sur case noire d8 · Roi noir sur case blanche e8 · Fou noir sur case noire f8 · Cavalier noir sur case blanche g8 · Tour noire sur case noire h8 · Pion noir sur case noire a7 · Pion noir sur case blanche b7 · Pion noir sur case noire c7 · Pion noir sur case blanche d7 · Pion noir sur case noire e7 · Pion noir sur case blanche f7 · Pion noir sur case noire g7 · Pion noir sur case blanche h7 · Pion blanc sur case blanche a2 · Pion blanc sur case noire b2 · Pion blanc sur case blanche c2 · Pion blanc sur case noire d2 · Pion blanc sur case blanche e2 · Pion blanc sur case noire f2 · Pion blanc sur case blanche g2 · Pion blanc sur case noire h2 · Tour blanche sur case noire a1 · Cavalier blanc sur case blanche b1 · Fou blanc sur case noire c1 · Dame blanche sur case blanche d1 · Roi blanc sur case noire e1 · Fou blanc sur case blanche f1 · Cavalier blanc sur case noire g1 · Tour blanche sur case blanche h1 | Tour noire sur case blanche a8 · Cavalier noir sur case noire b8 · Fou noir sur case blanche c8 · Dame noire sur case noire d8 · Roi noir sur case blanche e8 · Fou noir sur case noire f8 · Cavalier noir sur case blanche g8 · Tour noire sur case noire h8 · Pion noir sur case noire a7 · Pion noir sur case blanche b7 · Pion noir sur case noire c7 · Pion noir sur case blanche d7 · Pion noir sur case noire e7 · Pion noir sur case blanche f7 · Pion noir sur case noire g7 · Pion noir sur case blanche h7 · Pion blanc sur case blanche a2 · Pion blanc sur case noire b2 · Pion blanc sur case blanche c2 · Pion blanc sur case noire d2 · Pion blanc sur case blanche e2 · Pion blanc sur case noire f2 · Pion blanc sur case blanche g2 · Pion blanc sur case noire h2 · Tour blanche sur case noire a1 · Cavalier blanc sur case blanche b1 · Fou blanc sur case noire c1 · Dame blanche sur case blanche d1 · Roi blanc sur case noire e1 · Fou blanc sur case blanche f1 · Cavalier blanc sur case noire g1 · Tour blanche sur case blanche h1 | Tour noire sur case blanche a8 · Cavalier noir sur case noire b8 · Fou noir sur case blanche c8 · Dame noire sur case noire d8 · Roi noir sur case blanche e8 · Fou noir sur case noire f8 · Cavalier noir sur case blanche g8 · Tour noire sur case noire h8 · Pion noir sur case noire a7 · Pion noir sur case blanche b7 · Pion noir sur case noire c7 · Pion noir sur case blanche d7 · Pion noir sur case noire e7 · Pion noir sur case blanche f7 · Pion noir sur case noire g7 · Pion noir sur case blanche h7 · Pion blanc sur case blanche a2 · Pion blanc sur case noire b2 · Pion blanc sur case blanche c2 · Pion blanc sur case noire d2 · Pion blanc sur case blanche e2 · Pion blanc sur case noire f2 · Pion blanc sur case blanche g2 · Pion blanc sur case noire h2 · Tour blanche sur case noire a1 · Cavalier blanc sur case blanche b1 · Fou blanc sur case noire c1 · Dame blanche sur case blanche d1 · Roi blanc sur case noire e1 · Fou blanc sur case blanche f1 · Cavalier blanc sur case noire g1 · Tour blanche sur case blanche h1 | 7 |
| 6 | Tour noire sur case blanche a8 · Cavalier noir sur case noire b8 · Fou noir sur case blanche c8 · Dame noire sur case noire d8 · Roi noir sur case blanche e8 · Fou noir sur case noire f8 · Cavalier noir sur case blanche g8 · Tour noire sur case noire h8 · Pion noir sur case noire a7 · Pion noir sur case blanche b7 · Pion noir sur case noire c7 · Pion noir sur case blanche d7 · Pion noir sur case noire e7 · Pion noir sur case blanche f7 · Pion noir sur case noire g7 · Pion noir sur case blanche h7 · Pion blanc sur case blanche a2 · Pion blanc sur case noire b2 · Pion blanc sur case blanche c2 · Pion blanc sur case noire d2 · Pion blanc sur case blanche e2 · Pion blanc sur case noire f2 · Pion blanc sur case blanche g2 · Pion blanc sur case noire h2 · Tour blanche sur case noire a1 · Cavalier blanc sur case blanche b1 · Fou blanc sur case noire c1 · Dame blanche sur case blanche d1 · Roi blanc sur case noire e1 · Fou blanc sur case blanche f1 · Cavalier blanc sur case noire g1 · Tour blanche sur case blanche h1 | Tour noire sur case blanche a8 · Cavalier noir sur case noire b8 · Fou noir sur case blanche c8 · Dame noire sur case noire d8 · Roi noir sur case blanche e8 · Fou noir sur case noire f8 · Cavalier noir sur case blanche g8 · Tour noire sur case noire h8 · Pion noir sur case noire a7 · Pion noir sur case blanche b7 · Pion noir sur case noire c7 · Pion noir sur case blanche d7 · Pion noir sur case noire e7 · Pion noir sur case blanche f7 · Pion noir sur case noire g7 · Pion noir sur case blanche h7 · Pion blanc sur case blanche a2 · Pion blanc sur case noire b2 · Pion blanc sur case blanche c2 · Pion blanc sur case noire d2 · Pion blanc sur case blanche e2 · Pion blanc sur case noire f2 · Pion blanc sur case blanche g2 · Pion blanc sur case noire h2 · Tour blanche sur case noire a1 · Cavalier blanc sur case blanche b1 · Fou blanc sur case noire c1 · Dame blanche sur case blanche d1 · Roi blanc sur case noire e1 · Fou blanc sur case blanche f1 · Cavalier blanc sur case noire g1 · Tour blanche sur case blanche h1 | Tour noire sur case blanche a8 · Cavalier noir sur case noire b8 · Fou noir sur case blanche c8 · Dame noire sur case noire d8 · Roi noir sur case blanche e8 · Fou noir sur case noire f8 · Cavalier noir sur case blanche g8 · Tour noire sur case noire h8 · Pion noir sur case noire a7 · Pion noir sur case blanche b7 · Pion noir sur case noire c7 · Pion noir sur case blanche d7 · Pion noir sur case noire e7 · Pion noir sur case blanche f7 · Pion noir sur case noire g7 · Pion noir sur case blanche h7 · Pion blanc sur case blanche a2 · Pion blanc sur case noire b2 · Pion blanc sur case blanche c2 · Pion blanc sur case noire d2 · Pion blanc sur case blanche e2 · Pion blanc sur case noire f2 · Pion blanc sur case blanche g2 · Pion blanc sur case noire h2 · Tour blanche sur case noire a1 · Cavalier blanc sur case blanche b1 · Fou blanc sur case noire c1 · Dame blanche sur case blanche d1 · Roi blanc sur case noire e1 · Fou blanc sur case blanche f1 · Cavalier blanc sur case noire g1 · Tour blanche sur case blanche h1 | Tour noire sur case blanche a8 · Cavalier noir sur case noire b8 · Fou noir sur case blanche c8 · Dame noire sur case noire d8 · Roi noir sur case blanche e8 · Fou noir sur case noire f8 · Cavalier noir sur case blanche g8 · Tour noire sur case noire h8 · Pion noir sur case noire a7 · Pion noir sur case blanche b7 · Pion noir sur case noire c7 · Pion noir sur case blanche d7 · Pion noir sur case noire e7 · Pion noir sur case blanche f7 · Pion noir sur case noire g7 · Pion noir sur case blanche h7 · Pion blanc sur case blanche a2 · Pion blanc sur case noire b2 · Pion blanc sur case blanche c2 · Pion blanc sur case noire d2 · Pion blanc sur case blanche e2 · Pion blanc sur case noire f2 · Pion blanc sur case blanche g2 · Pion blanc sur case noire h2 · Tour blanche sur case noire a1 · Cavalier blanc sur case blanche b1 · Fou blanc sur case noire c1 · Dame blanche sur case blanche d1 · Roi blanc sur case noire e1 · Fou blanc sur case blanche f1 · Cavalier blanc sur case noire g1 · Tour blanche sur case blanche h1 | Tour noire sur case blanche a8 · Cavalier noir sur case noire b8 · Fou noir sur case blanche c8 · Dame noire sur case noire d8 · Roi noir sur case blanche e8 · Fou noir sur case noire f8 · Cavalier noir sur case blanche g8 · Tour noire sur case noire h8 · Pion noir sur case noire a7 · Pion noir sur case blanche b7 · Pion noir sur case noire c7 · Pion noir sur case blanche d7 · Pion noir sur case noire e7 · Pion noir sur case blanche f7 · Pion noir sur case noire g7 · Pion noir sur case blanche h7 · Pion blanc sur case blanche a2 · Pion blanc sur case noire b2 · Pion blanc sur case blanche c2 · Pion blanc sur case noire d2 · Pion blanc sur case blanche e2 · Pion blanc sur case noire f2 · Pion blanc sur case blanche g2 · Pion blanc sur case noire h2 · Tour blanche sur case noire a1 · Cavalier blanc sur case blanche b1 · Fou blanc sur case noire c1 · Dame blanche sur case blanche d1 · Roi blanc sur case noire e1 · Fou blanc sur case blanche f1 · Cavalier blanc sur case noire g1 · Tour blanche sur case blanche h1 | Tour noire sur case blanche a8 · Cavalier noir sur case noire b8 · Fou noir sur case blanche c8 · Dame noire sur case noire d8 · Roi noir sur case blanche e8 · Fou noir sur case noire f8 · Cavalier noir sur case blanche g8 · Tour noire sur case noire h8 · Pion noir sur case noire a7 · Pion noir sur case blanche b7 · Pion noir sur case noire c7 · Pion noir sur case blanche d7 · Pion noir sur case noire e7 · Pion noir sur case blanche f7 · Pion noir sur case noire g7 · Pion noir sur case blanche h7 · Pion blanc sur case blanche a2 · Pion blanc sur case noire b2 · Pion blanc sur case blanche c2 · Pion blanc sur case noire d2 · Pion blanc sur case blanche e2 · Pion blanc sur case noire f2 · Pion blanc sur case blanche g2 · Pion blanc sur case noire h2 · Tour blanche sur case noire a1 · Cavalier blanc sur case blanche b1 · Fou blanc sur case noire c1 · Dame blanche sur case blanche d1 · Roi blanc sur case noire e1 · Fou blanc sur case blanche f1 · Cavalier blanc sur case noire g1 · Tour blanche sur case blanche h1 | Tour noire sur case blanche a8 · Cavalier noir sur case noire b8 · Fou noir sur case blanche c8 · Dame noire sur case noire d8 · Roi noir sur case blanche e8 · Fou noir sur case noire f8 · Cavalier noir sur case blanche g8 · Tour noire sur case noire h8 · Pion noir sur case noire a7 · Pion noir sur case blanche b7 · Pion noir sur case noire c7 · Pion noir sur case blanche d7 · Pion noir sur case noire e7 · Pion noir sur case blanche f7 · Pion noir sur case noire g7 · Pion noir sur case blanche h7 · Pion blanc sur case blanche a2 · Pion blanc sur case noire b2 · Pion blanc sur case blanche c2 · Pion blanc sur case noire d2 · Pion blanc sur case blanche e2 · Pion blanc sur case noire f2 · Pion blanc sur case blanche g2 · Pion blanc sur case noire h2 · Tour blanche sur case noire a1 · Cavalier blanc sur case blanche b1 · Fou blanc sur case noire c1 · Dame blanche sur case blanche d1 · Roi blanc sur case noire e1 · Fou blanc sur case blanche f1 · Cavalier blanc sur case noire g1 · Tour blanche sur case blanche h1 | Tour noire sur case blanche a8 · Cavalier noir sur case noire b8 · Fou noir sur case blanche c8 · Dame noire sur case noire d8 · Roi noir sur case blanche e8 · Fou noir sur case noire f8 · Cavalier noir sur case blanche g8 · Tour noire sur case noire h8 · Pion noir sur case noire a7 · Pion noir sur case blanche b7 · Pion noir sur case noire c7 · Pion noir sur case blanche d7 · Pion noir sur case noire e7 · Pion noir sur case blanche f7 · Pion noir sur case noire g7 · Pion noir sur case blanche h7 · Pion blanc sur case blanche a2 · Pion blanc sur case noire b2 · Pion blanc sur case blanche c2 · Pion blanc sur case noire d2 · Pion blanc sur case blanche e2 · Pion blanc sur case noire f2 · Pion blanc sur case blanche g2 · Pion blanc sur case noire h2 · Tour blanche sur case noire a1 · Cavalier blanc sur case blanche b1 · Fou blanc sur case noire c1 · Dame blanche sur case blanche d1 · Roi blanc sur case noire e1 · Fou blanc sur case blanche f1 · Cavalier blanc sur case noire g1 · Tour blanche sur case blanche h1 | 6 |
| 5 | Tour noire sur case blanche a8 · Cavalier noir sur case noire b8 · Fou noir sur case blanche c8 · Dame noire sur case noire d8 · Roi noir sur case blanche e8 · Fou noir sur case noire f8 · Cavalier noir sur case blanche g8 · Tour noire sur case noire h8 · Pion noir sur case noire a7 · Pion noir sur case blanche b7 · Pion noir sur case noire c7 · Pion noir sur case blanche d7 · Pion noir sur case noire e7 · Pion noir sur case blanche f7 · Pion noir sur case noire g7 · Pion noir sur case blanche h7 · Pion blanc sur case blanche a2 · Pion blanc sur case noire b2 · Pion blanc sur case blanche c2 · Pion blanc sur case noire d2 · Pion blanc sur case blanche e2 · Pion blanc sur case noire f2 · Pion blanc sur case blanche g2 · Pion blanc sur case noire h2 · Tour blanche sur case noire a1 · Cavalier blanc sur case blanche b1 · Fou blanc sur case noire c1 · Dame blanche sur case blanche d1 · Roi blanc sur case noire e1 · Fou blanc sur case blanche f1 · Cavalier blanc sur case noire g1 · Tour blanche sur case blanche h1 | Tour noire sur case blanche a8 · Cavalier noir sur case noire b8 · Fou noir sur case blanche c8 · Dame noire sur case noire d8 · Roi noir sur case blanche e8 · Fou noir sur case noire f8 · Cavalier noir sur case blanche g8 · Tour noire sur case noire h8 · Pion noir sur case noire a7 · Pion noir sur case blanche b7 · Pion noir sur case noire c7 · Pion noir sur case blanche d7 · Pion noir sur case noire e7 · Pion noir sur case blanche f7 · Pion noir sur case noire g7 · Pion noir sur case blanche h7 · Pion blanc sur case blanche a2 · Pion blanc sur case noire b2 · Pion blanc sur case blanche c2 · Pion blanc sur case noire d2 · Pion blanc sur case blanche e2 · Pion blanc sur case noire f2 · Pion blanc sur case blanche g2 · Pion blanc sur case noire h2 · Tour blanche sur case noire a1 · Cavalier blanc sur case blanche b1 · Fou blanc sur case noire c1 · Dame blanche sur case blanche d1 · Roi blanc sur case noire e1 · Fou blanc sur case blanche f1 · Cavalier blanc sur case noire g1 · Tour blanche sur case blanche h1 | Tour noire sur case blanche a8 · Cavalier noir sur case noire b8 · Fou noir sur case blanche c8 · Dame noire sur case noire d8 · Roi noir sur case blanche e8 · Fou noir sur case noire f8 · Cavalier noir sur case blanche g8 · Tour noire sur case noire h8 · Pion noir sur case noire a7 · Pion noir sur case blanche b7 · Pion noir sur case noire c7 · Pion noir sur case blanche d7 · Pion noir sur case noire e7 · Pion noir sur case blanche f7 · Pion noir sur case noire g7 · Pion noir sur case blanche h7 · Pion blanc sur case blanche a2 · Pion blanc sur case noire b2 · Pion blanc sur case blanche c2 · Pion blanc sur case noire d2 · Pion blanc sur case blanche e2 · Pion blanc sur case noire f2 · Pion blanc sur case blanche g2 · Pion blanc sur case noire h2 · Tour blanche sur case noire a1 · Cavalier blanc sur case blanche b1 · Fou blanc sur case noire c1 · Dame blanche sur case blanche d1 · Roi blanc sur case noire e1 · Fou blanc sur case blanche f1 · Cavalier blanc sur case noire g1 · Tour blanche sur case blanche h1 | Tour noire sur case blanche a8 · Cavalier noir sur case noire b8 · Fou noir sur case blanche c8 · Dame noire sur case noire d8 · Roi noir sur case blanche e8 · Fou noir sur case noire f8 · Cavalier noir sur case blanche g8 · Tour noire sur case noire h8 · Pion noir sur case noire a7 · Pion noir sur case blanche b7 · Pion noir sur case noire c7 · Pion noir sur case blanche d7 · Pion noir sur case noire e7 · Pion noir sur case blanche f7 · Pion noir sur case noire g7 · Pion noir sur case blanche h7 · Pion blanc sur case blanche a2 · Pion blanc sur case noire b2 · Pion blanc sur case blanche c2 · Pion blanc sur case noire d2 · Pion blanc sur case blanche e2 · Pion blanc sur case noire f2 · Pion blanc sur case blanche g2 · Pion blanc sur case noire h2 · Tour blanche sur case noire a1 · Cavalier blanc sur case blanche b1 · Fou blanc sur case noire c1 · Dame blanche sur case blanche d1 · Roi blanc sur case noire e1 · Fou blanc sur case blanche f1 · Cavalier blanc sur case noire g1 · Tour blanche sur case blanche h1 | Tour noire sur case blanche a8 · Cavalier noir sur case noire b8 · Fou noir sur case blanche c8 · Dame noire sur case noire d8 · Roi noir sur case blanche e8 · Fou noir sur case noire f8 · Cavalier noir sur case blanche g8 · Tour noire sur case noire h8 · Pion noir sur case noire a7 · Pion noir sur case blanche b7 · Pion noir sur case noire c7 · Pion noir sur case blanche d7 · Pion noir sur case noire e7 · Pion noir sur case blanche f7 · Pion noir sur case noire g7 · Pion noir sur case blanche h7 · Pion blanc sur case blanche a2 · Pion blanc sur case noire b2 · Pion blanc sur case blanche c2 · Pion blanc sur case noire d2 · Pion blanc sur case blanche e2 · Pion blanc sur case noire f2 · Pion blanc sur case blanche g2 · Pion blanc sur case noire h2 · Tour blanche sur case noire a1 · Cavalier blanc sur case blanche b1 · Fou blanc sur case noire c1 · Dame blanche sur case blanche d1 · Roi blanc sur case noire e1 · Fou blanc sur case blanche f1 · Cavalier blanc sur case noire g1 · Tour blanche sur case blanche h1 | Tour noire sur case blanche a8 · Cavalier noir sur case noire b8 · Fou noir sur case blanche c8 · Dame noire sur case noire d8 · Roi noir sur case blanche e8 · Fou noir sur case noire f8 · Cavalier noir sur case blanche g8 · Tour noire sur case noire h8 · Pion noir sur case noire a7 · Pion noir sur case blanche b7 · Pion noir sur case noire c7 · Pion noir sur case blanche d7 · Pion noir sur case noire e7 · Pion noir sur case blanche f7 · Pion noir sur case noire g7 · Pion noir sur case blanche h7 · Pion blanc sur case blanche a2 · Pion blanc sur case noire b2 · Pion blanc sur case blanche c2 · Pion blanc sur case noire d2 · Pion blanc sur case blanche e2 · Pion blanc sur case noire f2 · Pion blanc sur case blanche g2 · Pion blanc sur case noire h2 · Tour blanche sur case noire a1 · Cavalier blanc sur case blanche b1 · Fou blanc sur case noire c1 · Dame blanche sur case blanche d1 · Roi blanc sur case noire e1 · Fou blanc sur case blanche f1 · Cavalier blanc sur case noire g1 · Tour blanche sur case blanche h1 | Tour noire sur case blanche a8 · Cavalier noir sur case noire b8 · Fou noir sur case blanche c8 · Dame noire sur case noire d8 · Roi noir sur case blanche e8 · Fou noir sur case noire f8 · Cavalier noir sur case blanche g8 · Tour noire sur case noire h8 · Pion noir sur case noire a7 · Pion noir sur case blanche b7 · Pion noir sur case noire c7 · Pion noir sur case blanche d7 · Pion noir sur case noire e7 · Pion noir sur case blanche f7 · Pion noir sur case noire g7 · Pion noir sur case blanche h7 · Pion blanc sur case blanche a2 · Pion blanc sur case noire b2 · Pion blanc sur case blanche c2 · Pion blanc sur case noire d2 · Pion blanc sur case blanche e2 · Pion blanc sur case noire f2 · Pion blanc sur case blanche g2 · Pion blanc sur case noire h2 · Tour blanche sur case noire a1 · Cavalier blanc sur case blanche b1 · Fou blanc sur case noire c1 · Dame blanche sur case blanche d1 · Roi blanc sur case noire e1 · Fou blanc sur case blanche f1 · Cavalier blanc sur case noire g1 · Tour blanche sur case blanche h1 | Tour noire sur case blanche a8 · Cavalier noir sur case noire b8 · Fou noir sur case blanche c8 · Dame noire sur case noire d8 · Roi noir sur case blanche e8 · Fou noir sur case noire f8 · Cavalier noir sur case blanche g8 · Tour noire sur case noire h8 · Pion noir sur case noire a7 · Pion noir sur case blanche b7 · Pion noir sur case noire c7 · Pion noir sur case blanche d7 · Pion noir sur case noire e7 · Pion noir sur case blanche f7 · Pion noir sur case noire g7 · Pion noir sur case blanche h7 · Pion blanc sur case blanche a2 · Pion blanc sur case noire b2 · Pion blanc sur case blanche c2 · Pion blanc sur case noire d2 · Pion blanc sur case blanche e2 · Pion blanc sur case noire f2 · Pion blanc sur case blanche g2 · Pion blanc sur case noire h2 · Tour blanche sur case noire a1 · Cavalier blanc sur case blanche b1 · Fou blanc sur case noire c1 · Dame blanche sur case blanche d1 · Roi blanc sur case noire e1 · Fou blanc sur case blanche f1 · Cavalier blanc sur case noire g1 · Tour blanche sur case blanche h1 | 5 |
| 4 | Tour noire sur case blanche a8 · Cavalier noir sur case noire b8 · Fou noir sur case blanche c8 · Dame noire sur case noire d8 · Roi noir sur case blanche e8 · Fou noir sur case noire f8 · Cavalier noir sur case blanche g8 · Tour noire sur case noire h8 · Pion noir sur case noire a7 · Pion noir sur case blanche b7 · Pion noir sur case noire c7 · Pion noir sur case blanche d7 · Pion noir sur case noire e7 · Pion noir sur case blanche f7 · Pion noir sur case noire g7 · Pion noir sur case blanche h7 · Pion blanc sur case blanche a2 · Pion blanc sur case noire b2 · Pion blanc sur case blanche c2 · Pion blanc sur case noire d2 · Pion blanc sur case blanche e2 · Pion blanc sur case noire f2 · Pion blanc sur case blanche g2 · Pion blanc sur case noire h2 · Tour blanche sur case noire a1 · Cavalier blanc sur case blanche b1 · Fou blanc sur case noire c1 · Dame blanche sur case blanche d1 · Roi blanc sur case noire e1 · Fou blanc sur case blanche f1 · Cavalier blanc sur case noire g1 · Tour blanche sur case blanche h1 | Tour noire sur case blanche a8 · Cavalier noir sur case noire b8 · Fou noir sur case blanche c8 · Dame noire sur case noire d8 · Roi noir sur case blanche e8 · Fou noir sur case noire f8 · Cavalier noir sur case blanche g8 · Tour noire sur case noire h8 · Pion noir sur case noire a7 · Pion noir sur case blanche b7 · Pion noir sur case noire c7 · Pion noir sur case blanche d7 · Pion noir sur case noire e7 · Pion noir sur case blanche f7 · Pion noir sur case noire g7 · Pion noir sur case blanche h7 · Pion blanc sur case blanche a2 · Pion blanc sur case noire b2 · Pion blanc sur case blanche c2 · Pion blanc sur case noire d2 · Pion blanc sur case blanche e2 · Pion blanc sur case noire f2 · Pion blanc sur case blanche g2 · Pion blanc sur case noire h2 · Tour blanche sur case noire a1 · Cavalier blanc sur case blanche b1 · Fou blanc sur case noire c1 · Dame blanche sur case blanche d1 · Roi blanc sur case noire e1 · Fou blanc sur case blanche f1 · Cavalier blanc sur case noire g1 · Tour blanche sur case blanche h1 | Tour noire sur case blanche a8 · Cavalier noir sur case noire b8 · Fou noir sur case blanche c8 · Dame noire sur case noire d8 · Roi noir sur case blanche e8 · Fou noir sur case noire f8 · Cavalier noir sur case blanche g8 · Tour noire sur case noire h8 · Pion noir sur case noire a7 · Pion noir sur case blanche b7 · Pion noir sur case noire c7 · Pion noir sur case blanche d7 · Pion noir sur case noire e7 · Pion noir sur case blanche f7 · Pion noir sur case noire g7 · Pion noir sur case blanche h7 · Pion blanc sur case blanche a2 · Pion blanc sur case noire b2 · Pion blanc sur case blanche c2 · Pion blanc sur case noire d2 · Pion blanc sur case blanche e2 · Pion blanc sur case noire f2 · Pion blanc sur case blanche g2 · Pion blanc sur case noire h2 · Tour blanche sur case noire a1 · Cavalier blanc sur case blanche b1 · Fou blanc sur case noire c1 · Dame blanche sur case blanche d1 · Roi blanc sur case noire e1 · Fou blanc sur case blanche f1 · Cavalier blanc sur case noire g1 · Tour blanche sur case blanche h1 | Tour noire sur case blanche a8 · Cavalier noir sur case noire b8 · Fou noir sur case blanche c8 · Dame noire sur case noire d8 · Roi noir sur case blanche e8 · Fou noir sur case noire f8 · Cavalier noir sur case blanche g8 · Tour noire sur case noire h8 · Pion noir sur case noire a7 · Pion noir sur case blanche b7 · Pion noir sur case noire c7 · Pion noir sur case blanche d7 · Pion noir sur case noire e7 · Pion noir sur case blanche f7 · Pion noir sur case noire g7 · Pion noir sur case blanche h7 · Pion blanc sur case blanche a2 · Pion blanc sur case noire b2 · Pion blanc sur case blanche c2 · Pion blanc sur case noire d2 · Pion blanc sur case blanche e2 · Pion blanc sur case noire f2 · Pion blanc sur case blanche g2 · Pion blanc sur case noire h2 · Tour blanche sur case noire a1 · Cavalier blanc sur case blanche b1 · Fou blanc sur case noire c1 · Dame blanche sur case blanche d1 · Roi blanc sur case noire e1 · Fou blanc sur case blanche f1 · Cavalier blanc sur case noire g1 · Tour blanche sur case blanche h1 | Tour noire sur case blanche a8 · Cavalier noir sur case noire b8 · Fou noir sur case blanche c8 · Dame noire sur case noire d8 · Roi noir sur case blanche e8 · Fou noir sur case noire f8 · Cavalier noir sur case blanche g8 · Tour noire sur case noire h8 · Pion noir sur case noire a7 · Pion noir sur case blanche b7 · Pion noir sur case noire c7 · Pion noir sur case blanche d7 · Pion noir sur case noire e7 · Pion noir sur case blanche f7 · Pion noir sur case noire g7 · Pion noir sur case blanche h7 · Pion blanc sur case blanche a2 · Pion blanc sur case noire b2 · Pion blanc sur case blanche c2 · Pion blanc sur case noire d2 · Pion blanc sur case blanche e2 · Pion blanc sur case noire f2 · Pion blanc sur case blanche g2 · Pion blanc sur case noire h2 · Tour blanche sur case noire a1 · Cavalier blanc sur case blanche b1 · Fou blanc sur case noire c1 · Dame blanche sur case blanche d1 · Roi blanc sur case noire e1 · Fou blanc sur case blanche f1 · Cavalier blanc sur case noire g1 · Tour blanche sur case blanche h1 | Tour noire sur case blanche a8 · Cavalier noir sur case noire b8 · Fou noir sur case blanche c8 · Dame noire sur case noire d8 · Roi noir sur case blanche e8 · Fou noir sur case noire f8 · Cavalier noir sur case blanche g8 · Tour noire sur case noire h8 · Pion noir sur case noire a7 · Pion noir sur case blanche b7 · Pion noir sur case noire c7 · Pion noir sur case blanche d7 · Pion noir sur case noire e7 · Pion noir sur case blanche f7 · Pion noir sur case noire g7 · Pion noir sur case blanche h7 · Pion blanc sur case blanche a2 · Pion blanc sur case noire b2 · Pion blanc sur case blanche c2 · Pion blanc sur case noire d2 · Pion blanc sur case blanche e2 · Pion blanc sur case noire f2 · Pion blanc sur case blanche g2 · Pion blanc sur case noire h2 · Tour blanche sur case noire a1 · Cavalier blanc sur case blanche b1 · Fou blanc sur case noire c1 · Dame blanche sur case blanche d1 · Roi blanc sur case noire e1 · Fou blanc sur case blanche f1 · Cavalier blanc sur case noire g1 · Tour blanche sur case blanche h1 | Tour noire sur case blanche a8 · Cavalier noir sur case noire b8 · Fou noir sur case blanche c8 · Dame noire sur case noire d8 · Roi noir sur case blanche e8 · Fou noir sur case noire f8 · Cavalier noir sur case blanche g8 · Tour noire sur case noire h8 · Pion noir sur case noire a7 · Pion noir sur case blanche b7 · Pion noir sur case noire c7 · Pion noir sur case blanche d7 · Pion noir sur case noire e7 · Pion noir sur case blanche f7 · Pion noir sur case noire g7 · Pion noir sur case blanche h7 · Pion blanc sur case blanche a2 · Pion blanc sur case noire b2 · Pion blanc sur case blanche c2 · Pion blanc sur case noire d2 · Pion blanc sur case blanche e2 · Pion blanc sur case noire f2 · Pion blanc sur case blanche g2 · Pion blanc sur case noire h2 · Tour blanche sur case noire a1 · Cavalier blanc sur case blanche b1 · Fou blanc sur case noire c1 · Dame blanche sur case blanche d1 · Roi blanc sur case noire e1 · Fou blanc sur case blanche f1 · Cavalier blanc sur case noire g1 · Tour blanche sur case blanche h1 | Tour noire sur case blanche a8 · Cavalier noir sur case noire b8 · Fou noir sur case blanche c8 · Dame noire sur case noire d8 · Roi noir sur case blanche e8 · Fou noir sur case noire f8 · Cavalier noir sur case blanche g8 · Tour noire sur case noire h8 · Pion noir sur case noire a7 · Pion noir sur case blanche b7 · Pion noir sur case noire c7 · Pion noir sur case blanche d7 · Pion noir sur case noire e7 · Pion noir sur case blanche f7 · Pion noir sur case noire g7 · Pion noir sur case blanche h7 · Pion blanc sur case blanche a2 · Pion blanc sur case noire b2 · Pion blanc sur case blanche c2 · Pion blanc sur case noire d2 · Pion blanc sur case blanche e2 · Pion blanc sur case noire f2 · Pion blanc sur case blanche g2 · Pion blanc sur case noire h2 · Tour blanche sur case noire a1 · Cavalier blanc sur case blanche b1 · Fou blanc sur case noire c1 · Dame blanche sur case blanche d1 · Roi blanc sur case noire e1 · Fou blanc sur case blanche f1 · Cavalier blanc sur case noire g1 · Tour blanche sur case blanche h1 | 4 |
| 3 | Tour noire sur case blanche a8 · Cavalier noir sur case noire b8 · Fou noir sur case blanche c8 · Dame noire sur case noire d8 · Roi noir sur case blanche e8 · Fou noir sur case noire f8 · Cavalier noir sur case blanche g8 · Tour noire sur case noire h8 · Pion noir sur case noire a7 · Pion noir sur case blanche b7 · Pion noir sur case noire c7 · Pion noir sur case blanche d7 · Pion noir sur case noire e7 · Pion noir sur case blanche f7 · Pion noir sur case noire g7 · Pion noir sur case blanche h7 · Pion blanc sur case blanche a2 · Pion blanc sur case noire b2 · Pion blanc sur case blanche c2 · Pion blanc sur case noire d2 · Pion blanc sur case blanche e2 · Pion blanc sur case noire f2 · Pion blanc sur case blanche g2 · Pion blanc sur case noire h2 · Tour blanche sur case noire a1 · Cavalier blanc sur case blanche b1 · Fou blanc sur case noire c1 · Dame blanche sur case blanche d1 · Roi blanc sur case noire e1 · Fou blanc sur case blanche f1 · Cavalier blanc sur case noire g1 · Tour blanche sur case blanche h1 | Tour noire sur case blanche a8 · Cavalier noir sur case noire b8 · Fou noir sur case blanche c8 · Dame noire sur case noire d8 · Roi noir sur case blanche e8 · Fou noir sur case noire f8 · Cavalier noir sur case blanche g8 · Tour noire sur case noire h8 · Pion noir sur case noire a7 · Pion noir sur case blanche b7 · Pion noir sur case noire c7 · Pion noir sur case blanche d7 · Pion noir sur case noire e7 · Pion noir sur case blanche f7 · Pion noir sur case noire g7 · Pion noir sur case blanche h7 · Pion blanc sur case blanche a2 · Pion blanc sur case noire b2 · Pion blanc sur case blanche c2 · Pion blanc sur case noire d2 · Pion blanc sur case blanche e2 · Pion blanc sur case noire f2 · Pion blanc sur case blanche g2 · Pion blanc sur case noire h2 · Tour blanche sur case noire a1 · Cavalier blanc sur case blanche b1 · Fou blanc sur case noire c1 · Dame blanche sur case blanche d1 · Roi blanc sur case noire e1 · Fou blanc sur case blanche f1 · Cavalier blanc sur case noire g1 · Tour blanche sur case blanche h1 | Tour noire sur case blanche a8 · Cavalier noir sur case noire b8 · Fou noir sur case blanche c8 · Dame noire sur case noire d8 · Roi noir sur case blanche e8 · Fou noir sur case noire f8 · Cavalier noir sur case blanche g8 · Tour noire sur case noire h8 · Pion noir sur case noire a7 · Pion noir sur case blanche b7 · Pion noir sur case noire c7 · Pion noir sur case blanche d7 · Pion noir sur case noire e7 · Pion noir sur case blanche f7 · Pion noir sur case noire g7 · Pion noir sur case blanche h7 · Pion blanc sur case blanche a2 · Pion blanc sur case noire b2 · Pion blanc sur case blanche c2 · Pion blanc sur case noire d2 · Pion blanc sur case blanche e2 · Pion blanc sur case noire f2 · Pion blanc sur case blanche g2 · Pion blanc sur case noire h2 · Tour blanche sur case noire a1 · Cavalier blanc sur case blanche b1 · Fou blanc sur case noire c1 · Dame blanche sur case blanche d1 · Roi blanc sur case noire e1 · Fou blanc sur case blanche f1 · Cavalier blanc sur case noire g1 · Tour blanche sur case blanche h1 | Tour noire sur case blanche a8 · Cavalier noir sur case noire b8 · Fou noir sur case blanche c8 · Dame noire sur case noire d8 · Roi noir sur case blanche e8 · Fou noir sur case noire f8 · Cavalier noir sur case blanche g8 · Tour noire sur case noire h8 · Pion noir sur case noire a7 · Pion noir sur case blanche b7 · Pion noir sur case noire c7 · Pion noir sur case blanche d7 · Pion noir sur case noire e7 · Pion noir sur case blanche f7 · Pion noir sur case noire g7 · Pion noir sur case blanche h7 · Pion blanc sur case blanche a2 · Pion blanc sur case noire b2 · Pion blanc sur case blanche c2 · Pion blanc sur case noire d2 · Pion blanc sur case blanche e2 · Pion blanc sur case noire f2 · Pion blanc sur case blanche g2 · Pion blanc sur case noire h2 · Tour blanche sur case noire a1 · Cavalier blanc sur case blanche b1 · Fou blanc sur case noire c1 · Dame blanche sur case blanche d1 · Roi blanc sur case noire e1 · Fou blanc sur case blanche f1 · Cavalier blanc sur case noire g1 · Tour blanche sur case blanche h1 | Tour noire sur case blanche a8 · Cavalier noir sur case noire b8 · Fou noir sur case blanche c8 · Dame noire sur case noire d8 · Roi noir sur case blanche e8 · Fou noir sur case noire f8 · Cavalier noir sur case blanche g8 · Tour noire sur case noire h8 · Pion noir sur case noire a7 · Pion noir sur case blanche b7 · Pion noir sur case noire c7 · Pion noir sur case blanche d7 · Pion noir sur case noire e7 · Pion noir sur case blanche f7 · Pion noir sur case noire g7 · Pion noir sur case blanche h7 · Pion blanc sur case blanche a2 · Pion blanc sur case noire b2 · Pion blanc sur case blanche c2 · Pion blanc sur case noire d2 · Pion blanc sur case blanche e2 · Pion blanc sur case noire f2 · Pion blanc sur case blanche g2 · Pion blanc sur case noire h2 · Tour blanche sur case noire a1 · Cavalier blanc sur case blanche b1 · Fou blanc sur case noire c1 · Dame blanche sur case blanche d1 · Roi blanc sur case noire e1 · Fou blanc sur case blanche f1 · Cavalier blanc sur case noire g1 · Tour blanche sur case blanche h1 | Tour noire sur case blanche a8 · Cavalier noir sur case noire b8 · Fou noir sur case blanche c8 · Dame noire sur case noire d8 · Roi noir sur case blanche e8 · Fou noir sur case noire f8 · Cavalier noir sur case blanche g8 · Tour noire sur case noire h8 · Pion noir sur case noire a7 · Pion noir sur case blanche b7 · Pion noir sur case noire c7 · Pion noir sur case blanche d7 · Pion noir sur case noire e7 · Pion noir sur case blanche f7 · Pion noir sur case noire g7 · Pion noir sur case blanche h7 · Pion blanc sur case blanche a2 · Pion blanc sur case noire b2 · Pion blanc sur case blanche c2 · Pion blanc sur case noire d2 · Pion blanc sur case blanche e2 · Pion blanc sur case noire f2 · Pion blanc sur case blanche g2 · Pion blanc sur case noire h2 · Tour blanche sur case noire a1 · Cavalier blanc sur case blanche b1 · Fou blanc sur case noire c1 · Dame blanche sur case blanche d1 · Roi blanc sur case noire e1 · Fou blanc sur case blanche f1 · Cavalier blanc sur case noire g1 · Tour blanche sur case blanche h1 | Tour noire sur case blanche a8 · Cavalier noir sur case noire b8 · Fou noir sur case blanche c8 · Dame noire sur case noire d8 · Roi noir sur case blanche e8 · Fou noir sur case noire f8 · Cavalier noir sur case blanche g8 · Tour noire sur case noire h8 · Pion noir sur case noire a7 · Pion noir sur case blanche b7 · Pion noir sur case noire c7 · Pion noir sur case blanche d7 · Pion noir sur case noire e7 · Pion noir sur case blanche f7 · Pion noir sur case noire g7 · Pion noir sur case blanche h7 · Pion blanc sur case blanche a2 · Pion blanc sur case noire b2 · Pion blanc sur case blanche c2 · Pion blanc sur case noire d2 · Pion blanc sur case blanche e2 · Pion blanc sur case noire f2 · Pion blanc sur case blanche g2 · Pion blanc sur case noire h2 · Tour blanche sur case noire a1 · Cavalier blanc sur case blanche b1 · Fou blanc sur case noire c1 · Dame blanche sur case blanche d1 · Roi blanc sur case noire e1 · Fou blanc sur case blanche f1 · Cavalier blanc sur case noire g1 · Tour blanche sur case blanche h1 | Tour noire sur case blanche a8 · Cavalier noir sur case noire b8 · Fou noir sur case blanche c8 · Dame noire sur case noire d8 · Roi noir sur case blanche e8 · Fou noir sur case noire f8 · Cavalier noir sur case blanche g8 · Tour noire sur case noire h8 · Pion noir sur case noire a7 · Pion noir sur case blanche b7 · Pion noir sur case noire c7 · Pion noir sur case blanche d7 · Pion noir sur case noire e7 · Pion noir sur case blanche f7 · Pion noir sur case noire g7 · Pion noir sur case blanche h7 · Pion blanc sur case blanche a2 · Pion blanc sur case noire b2 · Pion blanc sur case blanche c2 · Pion blanc sur case noire d2 · Pion blanc sur case blanche e2 · Pion blanc sur case noire f2 · Pion blanc sur case blanche g2 · Pion blanc sur case noire h2 · Tour blanche sur case noire a1 · Cavalier blanc sur case blanche b1 · Fou blanc sur case noire c1 · Dame blanche sur case blanche d1 · Roi blanc sur case noire e1 · Fou blanc sur case blanche f1 · Cavalier blanc sur case noire g1 · Tour blanche sur case blanche h1 | 3 |
| 2 | Tour noire sur case blanche a8 · Cavalier noir sur case noire b8 · Fou noir sur case blanche c8 · Dame noire sur case noire d8 · Roi noir sur case blanche e8 · Fou noir sur case noire f8 · Cavalier noir sur case blanche g8 · Tour noire sur case noire h8 · Pion noir sur case noire a7 · Pion noir sur case blanche b7 · Pion noir sur case noire c7 · Pion noir sur case blanche d7 · Pion noir sur case noire e7 · Pion noir sur case blanche f7 · Pion noir sur case noire g7 · Pion noir sur case blanche h7 · Pion blanc sur case blanche a2 · Pion blanc sur case noire b2 · Pion blanc sur case blanche c2 · Pion blanc sur case noire d2 · Pion blanc sur case blanche e2 · Pion blanc sur case noire f2 · Pion blanc sur case blanche g2 · Pion blanc sur case noire h2 · Tour blanche sur case noire a1 · Cavalier blanc sur case blanche b1 · Fou blanc sur case noire c1 · Dame blanche sur case blanche d1 · Roi blanc sur case noire e1 · Fou blanc sur case blanche f1 · Cavalier blanc sur case noire g1 · Tour blanche sur case blanche h1 | Tour noire sur case blanche a8 · Cavalier noir sur case noire b8 · Fou noir sur case blanche c8 · Dame noire sur case noire d8 · Roi noir sur case blanche e8 · Fou noir sur case noire f8 · Cavalier noir sur case blanche g8 · Tour noire sur case noire h8 · Pion noir sur case noire a7 · Pion noir sur case blanche b7 · Pion noir sur case noire c7 · Pion noir sur case blanche d7 · Pion noir sur case noire e7 · Pion noir sur case blanche f7 · Pion noir sur case noire g7 · Pion noir sur case blanche h7 · Pion blanc sur case blanche a2 · Pion blanc sur case noire b2 · Pion blanc sur case blanche c2 · Pion blanc sur case noire d2 · Pion blanc sur case blanche e2 · Pion blanc sur case noire f2 · Pion blanc sur case blanche g2 · Pion blanc sur case noire h2 · Tour blanche sur case noire a1 · Cavalier blanc sur case blanche b1 · Fou blanc sur case noire c1 · Dame blanche sur case blanche d1 · Roi blanc sur case noire e1 · Fou blanc sur case blanche f1 · Cavalier blanc sur case noire g1 · Tour blanche sur case blanche h1 | Tour noire sur case blanche a8 · Cavalier noir sur case noire b8 · Fou noir sur case blanche c8 · Dame noire sur case noire d8 · Roi noir sur case blanche e8 · Fou noir sur case noire f8 · Cavalier noir sur case blanche g8 · Tour noire sur case noire h8 · Pion noir sur case noire a7 · Pion noir sur case blanche b7 · Pion noir sur case noire c7 · Pion noir sur case blanche d7 · Pion noir sur case noire e7 · Pion noir sur case blanche f7 · Pion noir sur case noire g7 · Pion noir sur case blanche h7 · Pion blanc sur case blanche a2 · Pion blanc sur case noire b2 · Pion blanc sur case blanche c2 · Pion blanc sur case noire d2 · Pion blanc sur case blanche e2 · Pion blanc sur case noire f2 · Pion blanc sur case blanche g2 · Pion blanc sur case noire h2 · Tour blanche sur case noire a1 · Cavalier blanc sur case blanche b1 · Fou blanc sur case noire c1 · Dame blanche sur case blanche d1 · Roi blanc sur case noire e1 · Fou blanc sur case blanche f1 · Cavalier blanc sur case noire g1 · Tour blanche sur case blanche h1 | Tour noire sur case blanche a8 · Cavalier noir sur case noire b8 · Fou noir sur case blanche c8 · Dame noire sur case noire d8 · Roi noir sur case blanche e8 · Fou noir sur case noire f8 · Cavalier noir sur case blanche g8 · Tour noire sur case noire h8 · Pion noir sur case noire a7 · Pion noir sur case blanche b7 · Pion noir sur case noire c7 · Pion noir sur case blanche d7 · Pion noir sur case noire e7 · Pion noir sur case blanche f7 · Pion noir sur case noire g7 · Pion noir sur case blanche h7 · Pion blanc sur case blanche a2 · Pion blanc sur case noire b2 · Pion blanc sur case blanche c2 · Pion blanc sur case noire d2 · Pion blanc sur case blanche e2 · Pion blanc sur case noire f2 · Pion blanc sur case blanche g2 · Pion blanc sur case noire h2 · Tour blanche sur case noire a1 · Cavalier blanc sur case blanche b1 · Fou blanc sur case noire c1 · Dame blanche sur case blanche d1 · Roi blanc sur case noire e1 · Fou blanc sur case blanche f1 · Cavalier blanc sur case noire g1 · Tour blanche sur case blanche h1 | Tour noire sur case blanche a8 · Cavalier noir sur case noire b8 · Fou noir sur case blanche c8 · Dame noire sur case noire d8 · Roi noir sur case blanche e8 · Fou noir sur case noire f8 · Cavalier noir sur case blanche g8 · Tour noire sur case noire h8 · Pion noir sur case noire a7 · Pion noir sur case blanche b7 · Pion noir sur case noire c7 · Pion noir sur case blanche d7 · Pion noir sur case noire e7 · Pion noir sur case blanche f7 · Pion noir sur case noire g7 · Pion noir sur case blanche h7 · Pion blanc sur case blanche a2 · Pion blanc sur case noire b2 · Pion blanc sur case blanche c2 · Pion blanc sur case noire d2 · Pion blanc sur case blanche e2 · Pion blanc sur case noire f2 · Pion blanc sur case blanche g2 · Pion blanc sur case noire h2 · Tour blanche sur case noire a1 · Cavalier blanc sur case blanche b1 · Fou blanc sur case noire c1 · Dame blanche sur case blanche d1 · Roi blanc sur case noire e1 · Fou blanc sur case blanche f1 · Cavalier blanc sur case noire g1 · Tour blanche sur case blanche h1 | Tour noire sur case blanche a8 · Cavalier noir sur case noire b8 · Fou noir sur case blanche c8 · Dame noire sur case noire d8 · Roi noir sur case blanche e8 · Fou noir sur case noire f8 · Cavalier noir sur case blanche g8 · Tour noire sur case noire h8 · Pion noir sur case noire a7 · Pion noir sur case blanche b7 · Pion noir sur case noire c7 · Pion noir sur case blanche d7 · Pion noir sur case noire e7 · Pion noir sur case blanche f7 · Pion noir sur case noire g7 · Pion noir sur case blanche h7 · Pion blanc sur case blanche a2 · Pion blanc sur case noire b2 · Pion blanc sur case blanche c2 · Pion blanc sur case noire d2 · Pion blanc sur case blanche e2 · Pion blanc sur case noire f2 · Pion blanc sur case blanche g2 · Pion blanc sur case noire h2 · Tour blanche sur case noire a1 · Cavalier blanc sur case blanche b1 · Fou blanc sur case noire c1 · Dame blanche sur case blanche d1 · Roi blanc sur case noire e1 · Fou blanc sur case blanche f1 · Cavalier blanc sur case noire g1 · Tour blanche sur case blanche h1 | Tour noire sur case blanche a8 · Cavalier noir sur case noire b8 · Fou noir sur case blanche c8 · Dame noire sur case noire d8 · Roi noir sur case blanche e8 · Fou noir sur case noire f8 · Cavalier noir sur case blanche g8 · Tour noire sur case noire h8 · Pion noir sur case noire a7 · Pion noir sur case blanche b7 · Pion noir sur case noire c7 · Pion noir sur case blanche d7 · Pion noir sur case noire e7 · Pion noir sur case blanche f7 · Pion noir sur case noire g7 · Pion noir sur case blanche h7 · Pion blanc sur case blanche a2 · Pion blanc sur case noire b2 · Pion blanc sur case blanche c2 · Pion blanc sur case noire d2 · Pion blanc sur case blanche e2 · Pion blanc sur case noire f2 · Pion blanc sur case blanche g2 · Pion blanc sur case noire h2 · Tour blanche sur case noire a1 · Cavalier blanc sur case blanche b1 · Fou blanc sur case noire c1 · Dame blanche sur case blanche d1 · Roi blanc sur case noire e1 · Fou blanc sur case blanche f1 · Cavalier blanc sur case noire g1 · Tour blanche sur case blanche h1 | Tour noire sur case blanche a8 · Cavalier noir sur case noire b8 · Fou noir sur case blanche c8 · Dame noire sur case noire d8 · Roi noir sur case blanche e8 · Fou noir sur case noire f8 · Cavalier noir sur case blanche g8 · Tour noire sur case noire h8 · Pion noir sur case noire a7 · Pion noir sur case blanche b7 · Pion noir sur case noire c7 · Pion noir sur case blanche d7 · Pion noir sur case noire e7 · Pion noir sur case blanche f7 · Pion noir sur case noire g7 · Pion noir sur case blanche h7 · Pion blanc sur case blanche a2 · Pion blanc sur case noire b2 · Pion blanc sur case blanche c2 · Pion blanc sur case noire d2 · Pion blanc sur case blanche e2 · Pion blanc sur case noire f2 · Pion blanc sur case blanche g2 · Pion blanc sur case noire h2 · Tour blanche sur case noire a1 · Cavalier blanc sur case blanche b1 · Fou blanc sur case noire c1 · Dame blanche sur case blanche d1 · Roi blanc sur case noire e1 · Fou blanc sur case blanche f1 · Cavalier blanc sur case noire g1 · Tour blanche sur case blanche h1 | 2 |
| 1 | Tour noire sur case blanche a8 · Cavalier noir sur case noire b8 · Fou noir sur case blanche c8 · Dame noire sur case noire d8 · Roi noir sur case blanche e8 · Fou noir sur case noire f8 · Cavalier noir sur case blanche g8 · Tour noire sur case noire h8 · Pion noir sur case noire a7 · Pion noir sur case blanche b7 · Pion noir sur case noire c7 · Pion noir sur case blanche d7 · Pion noir sur case noire e7 · Pion noir sur case blanche f7 · Pion noir sur case noire g7 · Pion noir sur case blanche h7 · Pion blanc sur case blanche a2 · Pion blanc sur case noire b2 · Pion blanc sur case blanche c2 · Pion blanc sur case noire d2 · Pion blanc sur case blanche e2 · Pion blanc sur case noire f2 · Pion blanc sur case blanche g2 · Pion blanc sur case noire h2 · Tour blanche sur case noire a1 · Cavalier blanc sur case blanche b1 · Fou blanc sur case noire c1 · Dame blanche sur case blanche d1 · Roi blanc sur case noire e1 · Fou blanc sur case blanche f1 · Cavalier blanc sur case noire g1 · Tour blanche sur case blanche h1 | Tour noire sur case blanche a8 · Cavalier noir sur case noire b8 · Fou noir sur case blanche c8 · Dame noire sur case noire d8 · Roi noir sur case blanche e8 · Fou noir sur case noire f8 · Cavalier noir sur case blanche g8 · Tour noire sur case noire h8 · Pion noir sur case noire a7 · Pion noir sur case blanche b7 · Pion noir sur case noire c7 · Pion noir sur case blanche d7 · Pion noir sur case noire e7 · Pion noir sur case blanche f7 · Pion noir sur case noire g7 · Pion noir sur case blanche h7 · Pion blanc sur case blanche a2 · Pion blanc sur case noire b2 · Pion blanc sur case blanche c2 · Pion blanc sur case noire d2 · Pion blanc sur case blanche e2 · Pion blanc sur case noire f2 · Pion blanc sur case blanche g2 · Pion blanc sur case noire h2 · Tour blanche sur case noire a1 · Cavalier blanc sur case blanche b1 · Fou blanc sur case noire c1 · Dame blanche sur case blanche d1 · Roi blanc sur case noire e1 · Fou blanc sur case blanche f1 · Cavalier blanc sur case noire g1 · Tour blanche sur case blanche h1 | Tour noire sur case blanche a8 · Cavalier noir sur case noire b8 · Fou noir sur case blanche c8 · Dame noire sur case noire d8 · Roi noir sur case blanche e8 · Fou noir sur case noire f8 · Cavalier noir sur case blanche g8 · Tour noire sur case noire h8 · Pion noir sur case noire a7 · Pion noir sur case blanche b7 · Pion noir sur case noire c7 · Pion noir sur case blanche d7 · Pion noir sur case noire e7 · Pion noir sur case blanche f7 · Pion noir sur case noire g7 · Pion noir sur case blanche h7 · Pion blanc sur case blanche a2 · Pion blanc sur case noire b2 · Pion blanc sur case blanche c2 · Pion blanc sur case noire d2 · Pion blanc sur case blanche e2 · Pion blanc sur case noire f2 · Pion blanc sur case blanche g2 · Pion blanc sur case noire h2 · Tour blanche sur case noire a1 · Cavalier blanc sur case blanche b1 · Fou blanc sur case noire c1 · Dame blanche sur case blanche d1 · Roi blanc sur case noire e1 · Fou blanc sur case blanche f1 · Cavalier blanc sur case noire g1 · Tour blanche sur case blanche h1 | Tour noire sur case blanche a8 · Cavalier noir sur case noire b8 · Fou noir sur case blanche c8 · Dame noire sur case noire d8 · Roi noir sur case blanche e8 · Fou noir sur case noire f8 · Cavalier noir sur case blanche g8 · Tour noire sur case noire h8 · Pion noir sur case noire a7 · Pion noir sur case blanche b7 · Pion noir sur case noire c7 · Pion noir sur case blanche d7 · Pion noir sur case noire e7 · Pion noir sur case blanche f7 · Pion noir sur case noire g7 · Pion noir sur case blanche h7 · Pion blanc sur case blanche a2 · Pion blanc sur case noire b2 · Pion blanc sur case blanche c2 · Pion blanc sur case noire d2 · Pion blanc sur case blanche e2 · Pion blanc sur case noire f2 · Pion blanc sur case blanche g2 · Pion blanc sur case noire h2 · Tour blanche sur case noire a1 · Cavalier blanc sur case blanche b1 · Fou blanc sur case noire c1 · Dame blanche sur case blanche d1 · Roi blanc sur case noire e1 · Fou blanc sur case blanche f1 · Cavalier blanc sur case noire g1 · Tour blanche sur case blanche h1 | Tour noire sur case blanche a8 · Cavalier noir sur case noire b8 · Fou noir sur case blanche c8 · Dame noire sur case noire d8 · Roi noir sur case blanche e8 · Fou noir sur case noire f8 · Cavalier noir sur case blanche g8 · Tour noire sur case noire h8 · Pion noir sur case noire a7 · Pion noir sur case blanche b7 · Pion noir sur case noire c7 · Pion noir sur case blanche d7 · Pion noir sur case noire e7 · Pion noir sur case blanche f7 · Pion noir sur case noire g7 · Pion noir sur case blanche h7 · Pion blanc sur case blanche a2 · Pion blanc sur case noire b2 · Pion blanc sur case blanche c2 · Pion blanc sur case noire d2 · Pion blanc sur case blanche e2 · Pion blanc sur case noire f2 · Pion blanc sur case blanche g2 · Pion blanc sur case noire h2 · Tour blanche sur case noire a1 · Cavalier blanc sur case blanche b1 · Fou blanc sur case noire c1 · Dame blanche sur case blanche d1 · Roi blanc sur case noire e1 · Fou blanc sur case blanche f1 · Cavalier blanc sur case noire g1 · Tour blanche sur case blanche h1 | Tour noire sur case blanche a8 · Cavalier noir sur case noire b8 · Fou noir sur case blanche c8 · Dame noire sur case noire d8 · Roi noir sur case blanche e8 · Fou noir sur case noire f8 · Cavalier noir sur case blanche g8 · Tour noire sur case noire h8 · Pion noir sur case noire a7 · Pion noir sur case blanche b7 · Pion noir sur case noire c7 · Pion noir sur case blanche d7 · Pion noir sur case noire e7 · Pion noir sur case blanche f7 · Pion noir sur case noire g7 · Pion noir sur case blanche h7 · Pion blanc sur case blanche a2 · Pion blanc sur case noire b2 · Pion blanc sur case blanche c2 · Pion blanc sur case noire d2 · Pion blanc sur case blanche e2 · Pion blanc sur case noire f2 · Pion blanc sur case blanche g2 · Pion blanc sur case noire h2 · Tour blanche sur case noire a1 · Cavalier blanc sur case blanche b1 · Fou blanc sur case noire c1 · Dame blanche sur case blanche d1 · Roi blanc sur case noire e1 · Fou blanc sur case blanche f1 · Cavalier blanc sur case noire g1 · Tour blanche sur case blanche h1 | Tour noire sur case blanche a8 · Cavalier noir sur case noire b8 · Fou noir sur case blanche c8 · Dame noire sur case noire d8 · Roi noir sur case blanche e8 · Fou noir sur case noire f8 · Cavalier noir sur case blanche g8 · Tour noire sur case noire h8 · Pion noir sur case noire a7 · Pion noir sur case blanche b7 · Pion noir sur case noire c7 · Pion noir sur case blanche d7 · Pion noir sur case noire e7 · Pion noir sur case blanche f7 · Pion noir sur case noire g7 · Pion noir sur case blanche h7 · Pion blanc sur case blanche a2 · Pion blanc sur case noire b2 · Pion blanc sur case blanche c2 · Pion blanc sur case noire d2 · Pion blanc sur case blanche e2 · Pion blanc sur case noire f2 · Pion blanc sur case blanche g2 · Pion blanc sur case noire h2 · Tour blanche sur case noire a1 · Cavalier blanc sur case blanche b1 · Fou blanc sur case noire c1 · Dame blanche sur case blanche d1 · Roi blanc sur case noire e1 · Fou blanc sur case blanche f1 · Cavalier blanc sur case noire g1 · Tour blanche sur case blanche h1 | Tour noire sur case blanche a8 · Cavalier noir sur case noire b8 · Fou noir sur case blanche c8 · Dame noire sur case noire d8 · Roi noir sur case blanche e8 · Fou noir sur case noire f8 · Cavalier noir sur case blanche g8 · Tour noire sur case noire h8 · Pion noir sur case noire a7 · Pion noir sur case blanche b7 · Pion noir sur case noire c7 · Pion noir sur case blanche d7 · Pion noir sur case noire e7 · Pion noir sur case blanche f7 · Pion noir sur case noire g7 · Pion noir sur case blanche h7 · Pion blanc sur case blanche a2 · Pion blanc sur case noire b2 · Pion blanc sur case blanche c2 · Pion blanc sur case noire d2 · Pion blanc sur case blanche e2 · Pion blanc sur case noire f2 · Pion blanc sur case blanche g2 · Pion blanc sur case noire h2 · Tour blanche sur case noire a1 · Cavalier blanc sur case blanche b1 · Fou blanc sur case noire c1 · Dame blanche sur case blanche d1 · Roi blanc sur case noire e1 · Fou blanc sur case blanche f1 · Cavalier blanc sur case noire g1 · Tour blanche sur case blanche h1 | 1 |
|   | a | b | c | d | e | f | g | h |   |

Dans une partie d'échecs, on dispose l'échiquier de façon que, pour chacun des adversaires, la case du coin gauche (le plus proche) de l'échiquier soit noire (ou bien, dit autrement, que la case la plus à droite, la case où se trouve la tour du roi, soit de couleur blanche pour les blancs).
L'échiquier est souvent doté d'un repère cartésien (coordonnées).
Les Blancs placent leurs pièces sur la première rangée et leurs pions sur la deuxième rangée, tandis que Noirs disposent leurs pions sur la septième rangée et leurs pièces sur la huitième rangée.
Par convention, dans les diagrammes d'échecs (en), le camp des Blancs est souvent représenté en bas, et le camp des Noirs en haut.

## Topographie
|   | a | b | c | d | e | f | g | h |   |
| 8 | cercle noir sur case blanche a8 · cercle noir sur case noire b8 · cercle noir sur case blanche c8 · cercle noir sur case noire d8 · cercle noir sur case noire a7 · cercle noir sur case blanche b7 · cercle noir sur case noire c7 · cercle noir sur case blanche d7 · cercle noir sur case blanche a6 · cercle noir sur case noire b6 · cercle noir sur case blanche c6 · cercle noir sur case noire d6 · cercle noir sur case noire a5 · cercle noir sur case blanche b5 · cercle noir sur case noire c5 · cercle noir sur case blanche d5 · cercle noir sur case blanche a4 · cercle noir sur case noire b4 · cercle noir sur case blanche c4 · cercle noir sur case noire d4 · cercle noir sur case noire a3 · cercle noir sur case blanche b3 · cercle noir sur case noire c3 · cercle noir sur case blanche d3 · cercle noir sur case blanche a2 · cercle noir sur case noire b2 · cercle noir sur case blanche c2 · cercle noir sur case noire d2 · cercle noir sur case noire a1 · cercle noir sur case blanche b1 · cercle noir sur case noire c1 · cercle noir sur case blanche d1 | cercle noir sur case blanche a8 · cercle noir sur case noire b8 · cercle noir sur case blanche c8 · cercle noir sur case noire d8 · cercle noir sur case noire a7 · cercle noir sur case blanche b7 · cercle noir sur case noire c7 · cercle noir sur case blanche d7 · cercle noir sur case blanche a6 · cercle noir sur case noire b6 · cercle noir sur case blanche c6 · cercle noir sur case noire d6 · cercle noir sur case noire a5 · cercle noir sur case blanche b5 · cercle noir sur case noire c5 · cercle noir sur case blanche d5 · cercle noir sur case blanche a4 · cercle noir sur case noire b4 · cercle noir sur case blanche c4 · cercle noir sur case noire d4 · cercle noir sur case noire a3 · cercle noir sur case blanche b3 · cercle noir sur case noire c3 · cercle noir sur case blanche d3 · cercle noir sur case blanche a2 · cercle noir sur case noire b2 · cercle noir sur case blanche c2 · cercle noir sur case noire d2 · cercle noir sur case noire a1 · cercle noir sur case blanche b1 · cercle noir sur case noire c1 · cercle noir sur case blanche d1 | cercle noir sur case blanche a8 · cercle noir sur case noire b8 · cercle noir sur case blanche c8 · cercle noir sur case noire d8 · cercle noir sur case noire a7 · cercle noir sur case blanche b7 · cercle noir sur case noire c7 · cercle noir sur case blanche d7 · cercle noir sur case blanche a6 · cercle noir sur case noire b6 · cercle noir sur case blanche c6 · cercle noir sur case noire d6 · cercle noir sur case noire a5 · cercle noir sur case blanche b5 · cercle noir sur case noire c5 · cercle noir sur case blanche d5 · cercle noir sur case blanche a4 · cercle noir sur case noire b4 · cercle noir sur case blanche c4 · cercle noir sur case noire d4 · cercle noir sur case noire a3 · cercle noir sur case blanche b3 · cercle noir sur case noire c3 · cercle noir sur case blanche d3 · cercle noir sur case blanche a2 · cercle noir sur case noire b2 · cercle noir sur case blanche c2 · cercle noir sur case noire d2 · cercle noir sur case noire a1 · cercle noir sur case blanche b1 · cercle noir sur case noire c1 · cercle noir sur case blanche d1 | cercle noir sur case blanche a8 · cercle noir sur case noire b8 · cercle noir sur case blanche c8 · cercle noir sur case noire d8 · cercle noir sur case noire a7 · cercle noir sur case blanche b7 · cercle noir sur case noire c7 · cercle noir sur case blanche d7 · cercle noir sur case blanche a6 · cercle noir sur case noire b6 · cercle noir sur case blanche c6 · cercle noir sur case noire d6 · cercle noir sur case noire a5 · cercle noir sur case blanche b5 · cercle noir sur case noire c5 · cercle noir sur case blanche d5 · cercle noir sur case blanche a4 · cercle noir sur case noire b4 · cercle noir sur case blanche c4 · cercle noir sur case noire d4 · cercle noir sur case noire a3 · cercle noir sur case blanche b3 · cercle noir sur case noire c3 · cercle noir sur case blanche d3 · cercle noir sur case blanche a2 · cercle noir sur case noire b2 · cercle noir sur case blanche c2 · cercle noir sur case noire d2 · cercle noir sur case noire a1 · cercle noir sur case blanche b1 · cercle noir sur case noire c1 · cercle noir sur case blanche d1 | cercle noir sur case blanche a8 · cercle noir sur case noire b8 · cercle noir sur case blanche c8 · cercle noir sur case noire d8 · cercle noir sur case noire a7 · cercle noir sur case blanche b7 · cercle noir sur case noire c7 · cercle noir sur case blanche d7 · cercle noir sur case blanche a6 · cercle noir sur case noire b6 · cercle noir sur case blanche c6 · cercle noir sur case noire d6 · cercle noir sur case noire a5 · cercle noir sur case blanche b5 · cercle noir sur case noire c5 · cercle noir sur case blanche d5 · cercle noir sur case blanche a4 · cercle noir sur case noire b4 · cercle noir sur case blanche c4 · cercle noir sur case noire d4 · cercle noir sur case noire a3 · cercle noir sur case blanche b3 · cercle noir sur case noire c3 · cercle noir sur case blanche d3 · cercle noir sur case blanche a2 · cercle noir sur case noire b2 · cercle noir sur case blanche c2 · cercle noir sur case noire d2 · cercle noir sur case noire a1 · cercle noir sur case blanche b1 · cercle noir sur case noire c1 · cercle noir sur case blanche d1 | cercle noir sur case blanche a8 · cercle noir sur case noire b8 · cercle noir sur case blanche c8 · cercle noir sur case noire d8 · cercle noir sur case noire a7 · cercle noir sur case blanche b7 · cercle noir sur case noire c7 · cercle noir sur case blanche d7 · cercle noir sur case blanche a6 · cercle noir sur case noire b6 · cercle noir sur case blanche c6 · cercle noir sur case noire d6 · cercle noir sur case noire a5 · cercle noir sur case blanche b5 · cercle noir sur case noire c5 · cercle noir sur case blanche d5 · cercle noir sur case blanche a4 · cercle noir sur case noire b4 · cercle noir sur case blanche c4 · cercle noir sur case noire d4 · cercle noir sur case noire a3 · cercle noir sur case blanche b3 · cercle noir sur case noire c3 · cercle noir sur case blanche d3 · cercle noir sur case blanche a2 · cercle noir sur case noire b2 · cercle noir sur case blanche c2 · cercle noir sur case noire d2 · cercle noir sur case noire a1 · cercle noir sur case blanche b1 · cercle noir sur case noire c1 · cercle noir sur case blanche d1 | cercle noir sur case blanche a8 · cercle noir sur case noire b8 · cercle noir sur case blanche c8 · cercle noir sur case noire d8 · cercle noir sur case noire a7 · cercle noir sur case blanche b7 · cercle noir sur case noire c7 · cercle noir sur case blanche d7 · cercle noir sur case blanche a6 · cercle noir sur case noire b6 · cercle noir sur case blanche c6 · cercle noir sur case noire d6 · cercle noir sur case noire a5 · cercle noir sur case blanche b5 · cercle noir sur case noire c5 · cercle noir sur case blanche d5 · cercle noir sur case blanche a4 · cercle noir sur case noire b4 · cercle noir sur case blanche c4 · cercle noir sur case noire d4 · cercle noir sur case noire a3 · cercle noir sur case blanche b3 · cercle noir sur case noire c3 · cercle noir sur case blanche d3 · cercle noir sur case blanche a2 · cercle noir sur case noire b2 · cercle noir sur case blanche c2 · cercle noir sur case noire d2 · cercle noir sur case noire a1 · cercle noir sur case blanche b1 · cercle noir sur case noire c1 · cercle noir sur case blanche d1 | cercle noir sur case blanche a8 · cercle noir sur case noire b8 · cercle noir sur case blanche c8 · cercle noir sur case noire d8 · cercle noir sur case noire a7 · cercle noir sur case blanche b7 · cercle noir sur case noire c7 · cercle noir sur case blanche d7 · cercle noir sur case blanche a6 · cercle noir sur case noire b6 · cercle noir sur case blanche c6 · cercle noir sur case noire d6 · cercle noir sur case noire a5 · cercle noir sur case blanche b5 · cercle noir sur case noire c5 · cercle noir sur case blanche d5 · cercle noir sur case blanche a4 · cercle noir sur case noire b4 · cercle noir sur case blanche c4 · cercle noir sur case noire d4 · cercle noir sur case noire a3 · cercle noir sur case blanche b3 · cercle noir sur case noire c3 · cercle noir sur case blanche d3 · cercle noir sur case blanche a2 · cercle noir sur case noire b2 · cercle noir sur case blanche c2 · cercle noir sur case noire d2 · cercle noir sur case noire a1 · cercle noir sur case blanche b1 · cercle noir sur case noire c1 · cercle noir sur case blanche d1 | 8 |
| 7 | cercle noir sur case blanche a8 · cercle noir sur case noire b8 · cercle noir sur case blanche c8 · cercle noir sur case noire d8 · cercle noir sur case noire a7 · cercle noir sur case blanche b7 · cercle noir sur case noire c7 · cercle noir sur case blanche d7 · cercle noir sur case blanche a6 · cercle noir sur case noire b6 · cercle noir sur case blanche c6 · cercle noir sur case noire d6 · cercle noir sur case noire a5 · cercle noir sur case blanche b5 · cercle noir sur case noire c5 · cercle noir sur case blanche d5 · cercle noir sur case blanche a4 · cercle noir sur case noire b4 · cercle noir sur case blanche c4 · cercle noir sur case noire d4 · cercle noir sur case noire a3 · cercle noir sur case blanche b3 · cercle noir sur case noire c3 · cercle noir sur case blanche d3 · cercle noir sur case blanche a2 · cercle noir sur case noire b2 · cercle noir sur case blanche c2 · cercle noir sur case noire d2 · cercle noir sur case noire a1 · cercle noir sur case blanche b1 · cercle noir sur case noire c1 · cercle noir sur case blanche d1 | cercle noir sur case blanche a8 · cercle noir sur case noire b8 · cercle noir sur case blanche c8 · cercle noir sur case noire d8 · cercle noir sur case noire a7 · cercle noir sur case blanche b7 · cercle noir sur case noire c7 · cercle noir sur case blanche d7 · cercle noir sur case blanche a6 · cercle noir sur case noire b6 · cercle noir sur case blanche c6 · cercle noir sur case noire d6 · cercle noir sur case noire a5 · cercle noir sur case blanche b5 · cercle noir sur case noire c5 · cercle noir sur case blanche d5 · cercle noir sur case blanche a4 · cercle noir sur case noire b4 · cercle noir sur case blanche c4 · cercle noir sur case noire d4 · cercle noir sur case noire a3 · cercle noir sur case blanche b3 · cercle noir sur case noire c3 · cercle noir sur case blanche d3 · cercle noir sur case blanche a2 · cercle noir sur case noire b2 · cercle noir sur case blanche c2 · cercle noir sur case noire d2 · cercle noir sur case noire a1 · cercle noir sur case blanche b1 · cercle noir sur case noire c1 · cercle noir sur case blanche d1 | cercle noir sur case blanche a8 · cercle noir sur case noire b8 · cercle noir sur case blanche c8 · cercle noir sur case noire d8 · cercle noir sur case noire a7 · cercle noir sur case blanche b7 · cercle noir sur case noire c7 · cercle noir sur case blanche d7 · cercle noir sur case blanche a6 · cercle noir sur case noire b6 · cercle noir sur case blanche c6 · cercle noir sur case noire d6 · cercle noir sur case noire a5 · cercle noir sur case blanche b5 · cercle noir sur case noire c5 · cercle noir sur case blanche d5 · cercle noir sur case blanche a4 · cercle noir sur case noire b4 · cercle noir sur case blanche c4 · cercle noir sur case noire d4 · cercle noir sur case noire a3 · cercle noir sur case blanche b3 · cercle noir sur case noire c3 · cercle noir sur case blanche d3 · cercle noir sur case blanche a2 · cercle noir sur case noire b2 · cercle noir sur case blanche c2 · cercle noir sur case noire d2 · cercle noir sur case noire a1 · cercle noir sur case blanche b1 · cercle noir sur case noire c1 · cercle noir sur case blanche d1 | cercle noir sur case blanche a8 · cercle noir sur case noire b8 · cercle noir sur case blanche c8 · cercle noir sur case noire d8 · cercle noir sur case noire a7 · cercle noir sur case blanche b7 · cercle noir sur case noire c7 · cercle noir sur case blanche d7 · cercle noir sur case blanche a6 · cercle noir sur case noire b6 · cercle noir sur case blanche c6 · cercle noir sur case noire d6 · cercle noir sur case noire a5 · cercle noir sur case blanche b5 · cercle noir sur case noire c5 · cercle noir sur case blanche d5 · cercle noir sur case blanche a4 · cercle noir sur case noire b4 · cercle noir sur case blanche c4 · cercle noir sur case noire d4 · cercle noir sur case noire a3 · cercle noir sur case blanche b3 · cercle noir sur case noire c3 · cercle noir sur case blanche d3 · cercle noir sur case blanche a2 · cercle noir sur case noire b2 · cercle noir sur case blanche c2 · cercle noir sur case noire d2 · cercle noir sur case noire a1 · cercle noir sur case blanche b1 · cercle noir sur case noire c1 · cercle noir sur case blanche d1 | cercle noir sur case blanche a8 · cercle noir sur case noire b8 · cercle noir sur case blanche c8 · cercle noir sur case noire d8 · cercle noir sur case noire a7 · cercle noir sur case blanche b7 · cercle noir sur case noire c7 · cercle noir sur case blanche d7 · cercle noir sur case blanche a6 · cercle noir sur case noire b6 · cercle noir sur case blanche c6 · cercle noir sur case noire d6 · cercle noir sur case noire a5 · cercle noir sur case blanche b5 · cercle noir sur case noire c5 · cercle noir sur case blanche d5 · cercle noir sur case blanche a4 · cercle noir sur case noire b4 · cercle noir sur case blanche c4 · cercle noir sur case noire d4 · cercle noir sur case noire a3 · cercle noir sur case blanche b3 · cercle noir sur case noire c3 · cercle noir sur case blanche d3 · cercle noir sur case blanche a2 · cercle noir sur case noire b2 · cercle noir sur case blanche c2 · cercle noir sur case noire d2 · cercle noir sur case noire a1 · cercle noir sur case blanche b1 · cercle noir sur case noire c1 · cercle noir sur case blanche d1 | cercle noir sur case blanche a8 · cercle noir sur case noire b8 · cercle noir sur case blanche c8 · cercle noir sur case noire d8 · cercle noir sur case noire a7 · cercle noir sur case blanche b7 · cercle noir sur case noire c7 · cercle noir sur case blanche d7 · cercle noir sur case blanche a6 · cercle noir sur case noire b6 · cercle noir sur case blanche c6 · cercle noir sur case noire d6 · cercle noir sur case noire a5 · cercle noir sur case blanche b5 · cercle noir sur case noire c5 · cercle noir sur case blanche d5 · cercle noir sur case blanche a4 · cercle noir sur case noire b4 · cercle noir sur case blanche c4 · cercle noir sur case noire d4 · cercle noir sur case noire a3 · cercle noir sur case blanche b3 · cercle noir sur case noire c3 · cercle noir sur case blanche d3 · cercle noir sur case blanche a2 · cercle noir sur case noire b2 · cercle noir sur case blanche c2 · cercle noir sur case noire d2 · cercle noir sur case noire a1 · cercle noir sur case blanche b1 · cercle noir sur case noire c1 · cercle noir sur case blanche d1 | cercle noir sur case blanche a8 · cercle noir sur case noire b8 · cercle noir sur case blanche c8 · cercle noir sur case noire d8 · cercle noir sur case noire a7 · cercle noir sur case blanche b7 · cercle noir sur case noire c7 · cercle noir sur case blanche d7 · cercle noir sur case blanche a6 · cercle noir sur case noire b6 · cercle noir sur case blanche c6 · cercle noir sur case noire d6 · cercle noir sur case noire a5 · cercle noir sur case blanche b5 · cercle noir sur case noire c5 · cercle noir sur case blanche d5 · cercle noir sur case blanche a4 · cercle noir sur case noire b4 · cercle noir sur case blanche c4 · cercle noir sur case noire d4 · cercle noir sur case noire a3 · cercle noir sur case blanche b3 · cercle noir sur case noire c3 · cercle noir sur case blanche d3 · cercle noir sur case blanche a2 · cercle noir sur case noire b2 · cercle noir sur case blanche c2 · cercle noir sur case noire d2 · cercle noir sur case noire a1 · cercle noir sur case blanche b1 · cercle noir sur case noire c1 · cercle noir sur case blanche d1 | cercle noir sur case blanche a8 · cercle noir sur case noire b8 · cercle noir sur case blanche c8 · cercle noir sur case noire d8 · cercle noir sur case noire a7 · cercle noir sur case blanche b7 · cercle noir sur case noire c7 · cercle noir sur case blanche d7 · cercle noir sur case blanche a6 · cercle noir sur case noire b6 · cercle noir sur case blanche c6 · cercle noir sur case noire d6 · cercle noir sur case noire a5 · cercle noir sur case blanche b5 · cercle noir sur case noire c5 · cercle noir sur case blanche d5 · cercle noir sur case blanche a4 · cercle noir sur case noire b4 · cercle noir sur case blanche c4 · cercle noir sur case noire d4 · cercle noir sur case noire a3 · cercle noir sur case blanche b3 · cercle noir sur case noire c3 · cercle noir sur case blanche d3 · cercle noir sur case blanche a2 · cercle noir sur case noire b2 · cercle noir sur case blanche c2 · cercle noir sur case noire d2 · cercle noir sur case noire a1 · cercle noir sur case blanche b1 · cercle noir sur case noire c1 · cercle noir sur case blanche d1 | 7 |
| 6 | cercle noir sur case blanche a8 · cercle noir sur case noire b8 · cercle noir sur case blanche c8 · cercle noir sur case noire d8 · cercle noir sur case noire a7 · cercle noir sur case blanche b7 · cercle noir sur case noire c7 · cercle noir sur case blanche d7 · cercle noir sur case blanche a6 · cercle noir sur case noire b6 · cercle noir sur case blanche c6 · cercle noir sur case noire d6 · cercle noir sur case noire a5 · cercle noir sur case blanche b5 · cercle noir sur case noire c5 · cercle noir sur case blanche d5 · cercle noir sur case blanche a4 · cercle noir sur case noire b4 · cercle noir sur case blanche c4 · cercle noir sur case noire d4 · cercle noir sur case noire a3 · cercle noir sur case blanche b3 · cercle noir sur case noire c3 · cercle noir sur case blanche d3 · cercle noir sur case blanche a2 · cercle noir sur case noire b2 · cercle noir sur case blanche c2 · cercle noir sur case noire d2 · cercle noir sur case noire a1 · cercle noir sur case blanche b1 · cercle noir sur case noire c1 · cercle noir sur case blanche d1 | cercle noir sur case blanche a8 · cercle noir sur case noire b8 · cercle noir sur case blanche c8 · cercle noir sur case noire d8 · cercle noir sur case noire a7 · cercle noir sur case blanche b7 · cercle noir sur case noire c7 · cercle noir sur case blanche d7 · cercle noir sur case blanche a6 · cercle noir sur case noire b6 · cercle noir sur case blanche c6 · cercle noir sur case noire d6 · cercle noir sur case noire a5 · cercle noir sur case blanche b5 · cercle noir sur case noire c5 · cercle noir sur case blanche d5 · cercle noir sur case blanche a4 · cercle noir sur case noire b4 · cercle noir sur case blanche c4 · cercle noir sur case noire d4 · cercle noir sur case noire a3 · cercle noir sur case blanche b3 · cercle noir sur case noire c3 · cercle noir sur case blanche d3 · cercle noir sur case blanche a2 · cercle noir sur case noire b2 · cercle noir sur case blanche c2 · cercle noir sur case noire d2 · cercle noir sur case noire a1 · cercle noir sur case blanche b1 · cercle noir sur case noire c1 · cercle noir sur case blanche d1 | cercle noir sur case blanche a8 · cercle noir sur case noire b8 · cercle noir sur case blanche c8 · cercle noir sur case noire d8 · cercle noir sur case noire a7 · cercle noir sur case blanche b7 · cercle noir sur case noire c7 · cercle noir sur case blanche d7 · cercle noir sur case blanche a6 · cercle noir sur case noire b6 · cercle noir sur case blanche c6 · cercle noir sur case noire d6 · cercle noir sur case noire a5 · cercle noir sur case blanche b5 · cercle noir sur case noire c5 · cercle noir sur case blanche d5 · cercle noir sur case blanche a4 · cercle noir sur case noire b4 · cercle noir sur case blanche c4 · cercle noir sur case noire d4 · cercle noir sur case noire a3 · cercle noir sur case blanche b3 · cercle noir sur case noire c3 · cercle noir sur case blanche d3 · cercle noir sur case blanche a2 · cercle noir sur case noire b2 · cercle noir sur case blanche c2 · cercle noir sur case noire d2 · cercle noir sur case noire a1 · cercle noir sur case blanche b1 · cercle noir sur case noire c1 · cercle noir sur case blanche d1 | cercle noir sur case blanche a8 · cercle noir sur case noire b8 · cercle noir sur case blanche c8 · cercle noir sur case noire d8 · cercle noir sur case noire a7 · cercle noir sur case blanche b7 · cercle noir sur case noire c7 · cercle noir sur case blanche d7 · cercle noir sur case blanche a6 · cercle noir sur case noire b6 · cercle noir sur case blanche c6 · cercle noir sur case noire d6 · cercle noir sur case noire a5 · cercle noir sur case blanche b5 · cercle noir sur case noire c5 · cercle noir sur case blanche d5 · cercle noir sur case blanche a4 · cercle noir sur case noire b4 · cercle noir sur case blanche c4 · cercle noir sur case noire d4 · cercle noir sur case noire a3 · cercle noir sur case blanche b3 · cercle noir sur case noire c3 · cercle noir sur case blanche d3 · cercle noir sur case blanche a2 · cercle noir sur case noire b2 · cercle noir sur case blanche c2 · cercle noir sur case noire d2 · cercle noir sur case noire a1 · cercle noir sur case blanche b1 · cercle noir sur case noire c1 · cercle noir sur case blanche d1 | cercle noir sur case blanche a8 · cercle noir sur case noire b8 · cercle noir sur case blanche c8 · cercle noir sur case noire d8 · cercle noir sur case noire a7 · cercle noir sur case blanche b7 · cercle noir sur case noire c7 · cercle noir sur case blanche d7 · cercle noir sur case blanche a6 · cercle noir sur case noire b6 · cercle noir sur case blanche c6 · cercle noir sur case noire d6 · cercle noir sur case noire a5 · cercle noir sur case blanche b5 · cercle noir sur case noire c5 · cercle noir sur case blanche d5 · cercle noir sur case blanche a4 · cercle noir sur case noire b4 · cercle noir sur case blanche c4 · cercle noir sur case noire d4 · cercle noir sur case noire a3 · cercle noir sur case blanche b3 · cercle noir sur case noire c3 · cercle noir sur case blanche d3 · cercle noir sur case blanche a2 · cercle noir sur case noire b2 · cercle noir sur case blanche c2 · cercle noir sur case noire d2 · cercle noir sur case noire a1 · cercle noir sur case blanche b1 · cercle noir sur case noire c1 · cercle noir sur case blanche d1 | cercle noir sur case blanche a8 · cercle noir sur case noire b8 · cercle noir sur case blanche c8 · cercle noir sur case noire d8 · cercle noir sur case noire a7 · cercle noir sur case blanche b7 · cercle noir sur case noire c7 · cercle noir sur case blanche d7 · cercle noir sur case blanche a6 · cercle noir sur case noire b6 · cercle noir sur case blanche c6 · cercle noir sur case noire d6 · cercle noir sur case noire a5 · cercle noir sur case blanche b5 · cercle noir sur case noire c5 · cercle noir sur case blanche d5 · cercle noir sur case blanche a4 · cercle noir sur case noire b4 · cercle noir sur case blanche c4 · cercle noir sur case noire d4 · cercle noir sur case noire a3 · cercle noir sur case blanche b3 · cercle noir sur case noire c3 · cercle noir sur case blanche d3 · cercle noir sur case blanche a2 · cercle noir sur case noire b2 · cercle noir sur case blanche c2 · cercle noir sur case noire d2 · cercle noir sur case noire a1 · cercle noir sur case blanche b1 · cercle noir sur case noire c1 · cercle noir sur case blanche d1 | cercle noir sur case blanche a8 · cercle noir sur case noire b8 · cercle noir sur case blanche c8 · cercle noir sur case noire d8 · cercle noir sur case noire a7 · cercle noir sur case blanche b7 · cercle noir sur case noire c7 · cercle noir sur case blanche d7 · cercle noir sur case blanche a6 · cercle noir sur case noire b6 · cercle noir sur case blanche c6 · cercle noir sur case noire d6 · cercle noir sur case noire a5 · cercle noir sur case blanche b5 · cercle noir sur case noire c5 · cercle noir sur case blanche d5 · cercle noir sur case blanche a4 · cercle noir sur case noire b4 · cercle noir sur case blanche c4 · cercle noir sur case noire d4 · cercle noir sur case noire a3 · cercle noir sur case blanche b3 · cercle noir sur case noire c3 · cercle noir sur case blanche d3 · cercle noir sur case blanche a2 · cercle noir sur case noire b2 · cercle noir sur case blanche c2 · cercle noir sur case noire d2 · cercle noir sur case noire a1 · cercle noir sur case blanche b1 · cercle noir sur case noire c1 · cercle noir sur case blanche d1 | cercle noir sur case blanche a8 · cercle noir sur case noire b8 · cercle noir sur case blanche c8 · cercle noir sur case noire d8 · cercle noir sur case noire a7 · cercle noir sur case blanche b7 · cercle noir sur case noire c7 · cercle noir sur case blanche d7 · cercle noir sur case blanche a6 · cercle noir sur case noire b6 · cercle noir sur case blanche c6 · cercle noir sur case noire d6 · cercle noir sur case noire a5 · cercle noir sur case blanche b5 · cercle noir sur case noire c5 · cercle noir sur case blanche d5 · cercle noir sur case blanche a4 · cercle noir sur case noire b4 · cercle noir sur case blanche c4 · cercle noir sur case noire d4 · cercle noir sur case noire a3 · cercle noir sur case blanche b3 · cercle noir sur case noire c3 · cercle noir sur case blanche d3 · cercle noir sur case blanche a2 · cercle noir sur case noire b2 · cercle noir sur case blanche c2 · cercle noir sur case noire d2 · cercle noir sur case noire a1 · cercle noir sur case blanche b1 · cercle noir sur case noire c1 · cercle noir sur case blanche d1 | 6 |
| 5 | cercle noir sur case blanche a8 · cercle noir sur case noire b8 · cercle noir sur case blanche c8 · cercle noir sur case noire d8 · cercle noir sur case noire a7 · cercle noir sur case blanche b7 · cercle noir sur case noire c7 · cercle noir sur case blanche d7 · cercle noir sur case blanche a6 · cercle noir sur case noire b6 · cercle noir sur case blanche c6 · cercle noir sur case noire d6 · cercle noir sur case noire a5 · cercle noir sur case blanche b5 · cercle noir sur case noire c5 · cercle noir sur case blanche d5 · cercle noir sur case blanche a4 · cercle noir sur case noire b4 · cercle noir sur case blanche c4 · cercle noir sur case noire d4 · cercle noir sur case noire a3 · cercle noir sur case blanche b3 · cercle noir sur case noire c3 · cercle noir sur case blanche d3 · cercle noir sur case blanche a2 · cercle noir sur case noire b2 · cercle noir sur case blanche c2 · cercle noir sur case noire d2 · cercle noir sur case noire a1 · cercle noir sur case blanche b1 · cercle noir sur case noire c1 · cercle noir sur case blanche d1 | cercle noir sur case blanche a8 · cercle noir sur case noire b8 · cercle noir sur case blanche c8 · cercle noir sur case noire d8 · cercle noir sur case noire a7 · cercle noir sur case blanche b7 · cercle noir sur case noire c7 · cercle noir sur case blanche d7 · cercle noir sur case blanche a6 · cercle noir sur case noire b6 · cercle noir sur case blanche c6 · cercle noir sur case noire d6 · cercle noir sur case noire a5 · cercle noir sur case blanche b5 · cercle noir sur case noire c5 · cercle noir sur case blanche d5 · cercle noir sur case blanche a4 · cercle noir sur case noire b4 · cercle noir sur case blanche c4 · cercle noir sur case noire d4 · cercle noir sur case noire a3 · cercle noir sur case blanche b3 · cercle noir sur case noire c3 · cercle noir sur case blanche d3 · cercle noir sur case blanche a2 · cercle noir sur case noire b2 · cercle noir sur case blanche c2 · cercle noir sur case noire d2 · cercle noir sur case noire a1 · cercle noir sur case blanche b1 · cercle noir sur case noire c1 · cercle noir sur case blanche d1 | cercle noir sur case blanche a8 · cercle noir sur case noire b8 · cercle noir sur case blanche c8 · cercle noir sur case noire d8 · cercle noir sur case noire a7 · cercle noir sur case blanche b7 · cercle noir sur case noire c7 · cercle noir sur case blanche d7 · cercle noir sur case blanche a6 · cercle noir sur case noire b6 · cercle noir sur case blanche c6 · cercle noir sur case noire d6 · cercle noir sur case noire a5 · cercle noir sur case blanche b5 · cercle noir sur case noire c5 · cercle noir sur case blanche d5 · cercle noir sur case blanche a4 · cercle noir sur case noire b4 · cercle noir sur case blanche c4 · cercle noir sur case noire d4 · cercle noir sur case noire a3 · cercle noir sur case blanche b3 · cercle noir sur case noire c3 · cercle noir sur case blanche d3 · cercle noir sur case blanche a2 · cercle noir sur case noire b2 · cercle noir sur case blanche c2 · cercle noir sur case noire d2 · cercle noir sur case noire a1 · cercle noir sur case blanche b1 · cercle noir sur case noire c1 · cercle noir sur case blanche d1 | cercle noir sur case blanche a8 · cercle noir sur case noire b8 · cercle noir sur case blanche c8 · cercle noir sur case noire d8 · cercle noir sur case noire a7 · cercle noir sur case blanche b7 · cercle noir sur case noire c7 · cercle noir sur case blanche d7 · cercle noir sur case blanche a6 · cercle noir sur case noire b6 · cercle noir sur case blanche c6 · cercle noir sur case noire d6 · cercle noir sur case noire a5 · cercle noir sur case blanche b5 · cercle noir sur case noire c5 · cercle noir sur case blanche d5 · cercle noir sur case blanche a4 · cercle noir sur case noire b4 · cercle noir sur case blanche c4 · cercle noir sur case noire d4 · cercle noir sur case noire a3 · cercle noir sur case blanche b3 · cercle noir sur case noire c3 · cercle noir sur case blanche d3 · cercle noir sur case blanche a2 · cercle noir sur case noire b2 · cercle noir sur case blanche c2 · cercle noir sur case noire d2 · cercle noir sur case noire a1 · cercle noir sur case blanche b1 · cercle noir sur case noire c1 · cercle noir sur case blanche d1 | cercle noir sur case blanche a8 · cercle noir sur case noire b8 · cercle noir sur case blanche c8 · cercle noir sur case noire d8 · cercle noir sur case noire a7 · cercle noir sur case blanche b7 · cercle noir sur case noire c7 · cercle noir sur case blanche d7 · cercle noir sur case blanche a6 · cercle noir sur case noire b6 · cercle noir sur case blanche c6 · cercle noir sur case noire d6 · cercle noir sur case noire a5 · cercle noir sur case blanche b5 · cercle noir sur case noire c5 · cercle noir sur case blanche d5 · cercle noir sur case blanche a4 · cercle noir sur case noire b4 · cercle noir sur case blanche c4 · cercle noir sur case noire d4 · cercle noir sur case noire a3 · cercle noir sur case blanche b3 · cercle noir sur case noire c3 · cercle noir sur case blanche d3 · cercle noir sur case blanche a2 · cercle noir sur case noire b2 · cercle noir sur case blanche c2 · cercle noir sur case noire d2 · cercle noir sur case noire a1 · cercle noir sur case blanche b1 · cercle noir sur case noire c1 · cercle noir sur case blanche d1 | cercle noir sur case blanche a8 · cercle noir sur case noire b8 · cercle noir sur case blanche c8 · cercle noir sur case noire d8 · cercle noir sur case noire a7 · cercle noir sur case blanche b7 · cercle noir sur case noire c7 · cercle noir sur case blanche d7 · cercle noir sur case blanche a6 · cercle noir sur case noire b6 · cercle noir sur case blanche c6 · cercle noir sur case noire d6 · cercle noir sur case noire a5 · cercle noir sur case blanche b5 · cercle noir sur case noire c5 · cercle noir sur case blanche d5 · cercle noir sur case blanche a4 · cercle noir sur case noire b4 · cercle noir sur case blanche c4 · cercle noir sur case noire d4 · cercle noir sur case noire a3 · cercle noir sur case blanche b3 · cercle noir sur case noire c3 · cercle noir sur case blanche d3 · cercle noir sur case blanche a2 · cercle noir sur case noire b2 · cercle noir sur case blanche c2 · cercle noir sur case noire d2 · cercle noir sur case noire a1 · cercle noir sur case blanche b1 · cercle noir sur case noire c1 · cercle noir sur case blanche d1 | cercle noir sur case blanche a8 · cercle noir sur case noire b8 · cercle noir sur case blanche c8 · cercle noir sur case noire d8 · cercle noir sur case noire a7 · cercle noir sur case blanche b7 · cercle noir sur case noire c7 · cercle noir sur case blanche d7 · cercle noir sur case blanche a6 · cercle noir sur case noire b6 · cercle noir sur case blanche c6 · cercle noir sur case noire d6 · cercle noir sur case noire a5 · cercle noir sur case blanche b5 · cercle noir sur case noire c5 · cercle noir sur case blanche d5 · cercle noir sur case blanche a4 · cercle noir sur case noire b4 · cercle noir sur case blanche c4 · cercle noir sur case noire d4 · cercle noir sur case noire a3 · cercle noir sur case blanche b3 · cercle noir sur case noire c3 · cercle noir sur case blanche d3 · cercle noir sur case blanche a2 · cercle noir sur case noire b2 · cercle noir sur case blanche c2 · cercle noir sur case noire d2 · cercle noir sur case noire a1 · cercle noir sur case blanche b1 · cercle noir sur case noire c1 · cercle noir sur case blanche d1 | cercle noir sur case blanche a8 · cercle noir sur case noire b8 · cercle noir sur case blanche c8 · cercle noir sur case noire d8 · cercle noir sur case noire a7 · cercle noir sur case blanche b7 · cercle noir sur case noire c7 · cercle noir sur case blanche d7 · cercle noir sur case blanche a6 · cercle noir sur case noire b6 · cercle noir sur case blanche c6 · cercle noir sur case noire d6 · cercle noir sur case noire a5 · cercle noir sur case blanche b5 · cercle noir sur case noire c5 · cercle noir sur case blanche d5 · cercle noir sur case blanche a4 · cercle noir sur case noire b4 · cercle noir sur case blanche c4 · cercle noir sur case noire d4 · cercle noir sur case noire a3 · cercle noir sur case blanche b3 · cercle noir sur case noire c3 · cercle noir sur case blanche d3 · cercle noir sur case blanche a2 · cercle noir sur case noire b2 · cercle noir sur case blanche c2 · cercle noir sur case noire d2 · cercle noir sur case noire a1 · cercle noir sur case blanche b1 · cercle noir sur case noire c1 · cercle noir sur case blanche d1 | 5 |
| 4 | cercle noir sur case blanche a8 · cercle noir sur case noire b8 · cercle noir sur case blanche c8 · cercle noir sur case noire d8 · cercle noir sur case noire a7 · cercle noir sur case blanche b7 · cercle noir sur case noire c7 · cercle noir sur case blanche d7 · cercle noir sur case blanche a6 · cercle noir sur case noire b6 · cercle noir sur case blanche c6 · cercle noir sur case noire d6 · cercle noir sur case noire a5 · cercle noir sur case blanche b5 · cercle noir sur case noire c5 · cercle noir sur case blanche d5 · cercle noir sur case blanche a4 · cercle noir sur case noire b4 · cercle noir sur case blanche c4 · cercle noir sur case noire d4 · cercle noir sur case noire a3 · cercle noir sur case blanche b3 · cercle noir sur case noire c3 · cercle noir sur case blanche d3 · cercle noir sur case blanche a2 · cercle noir sur case noire b2 · cercle noir sur case blanche c2 · cercle noir sur case noire d2 · cercle noir sur case noire a1 · cercle noir sur case blanche b1 · cercle noir sur case noire c1 · cercle noir sur case blanche d1 | cercle noir sur case blanche a8 · cercle noir sur case noire b8 · cercle noir sur case blanche c8 · cercle noir sur case noire d8 · cercle noir sur case noire a7 · cercle noir sur case blanche b7 · cercle noir sur case noire c7 · cercle noir sur case blanche d7 · cercle noir sur case blanche a6 · cercle noir sur case noire b6 · cercle noir sur case blanche c6 · cercle noir sur case noire d6 · cercle noir sur case noire a5 · cercle noir sur case blanche b5 · cercle noir sur case noire c5 · cercle noir sur case blanche d5 · cercle noir sur case blanche a4 · cercle noir sur case noire b4 · cercle noir sur case blanche c4 · cercle noir sur case noire d4 · cercle noir sur case noire a3 · cercle noir sur case blanche b3 · cercle noir sur case noire c3 · cercle noir sur case blanche d3 · cercle noir sur case blanche a2 · cercle noir sur case noire b2 · cercle noir sur case blanche c2 · cercle noir sur case noire d2 · cercle noir sur case noire a1 · cercle noir sur case blanche b1 · cercle noir sur case noire c1 · cercle noir sur case blanche d1 | cercle noir sur case blanche a8 · cercle noir sur case noire b8 · cercle noir sur case blanche c8 · cercle noir sur case noire d8 · cercle noir sur case noire a7 · cercle noir sur case blanche b7 · cercle noir sur case noire c7 · cercle noir sur case blanche d7 · cercle noir sur case blanche a6 · cercle noir sur case noire b6 · cercle noir sur case blanche c6 · cercle noir sur case noire d6 · cercle noir sur case noire a5 · cercle noir sur case blanche b5 · cercle noir sur case noire c5 · cercle noir sur case blanche d5 · cercle noir sur case blanche a4 · cercle noir sur case noire b4 · cercle noir sur case blanche c4 · cercle noir sur case noire d4 · cercle noir sur case noire a3 · cercle noir sur case blanche b3 · cercle noir sur case noire c3 · cercle noir sur case blanche d3 · cercle noir sur case blanche a2 · cercle noir sur case noire b2 · cercle noir sur case blanche c2 · cercle noir sur case noire d2 · cercle noir sur case noire a1 · cercle noir sur case blanche b1 · cercle noir sur case noire c1 · cercle noir sur case blanche d1 | cercle noir sur case blanche a8 · cercle noir sur case noire b8 · cercle noir sur case blanche c8 · cercle noir sur case noire d8 · cercle noir sur case noire a7 · cercle noir sur case blanche b7 · cercle noir sur case noire c7 · cercle noir sur case blanche d7 · cercle noir sur case blanche a6 · cercle noir sur case noire b6 · cercle noir sur case blanche c6 · cercle noir sur case noire d6 · cercle noir sur case noire a5 · cercle noir sur case blanche b5 · cercle noir sur case noire c5 · cercle noir sur case blanche d5 · cercle noir sur case blanche a4 · cercle noir sur case noire b4 · cercle noir sur case blanche c4 · cercle noir sur case noire d4 · cercle noir sur case noire a3 · cercle noir sur case blanche b3 · cercle noir sur case noire c3 · cercle noir sur case blanche d3 · cercle noir sur case blanche a2 · cercle noir sur case noire b2 · cercle noir sur case blanche c2 · cercle noir sur case noire d2 · cercle noir sur case noire a1 · cercle noir sur case blanche b1 · cercle noir sur case noire c1 · cercle noir sur case blanche d1 | cercle noir sur case blanche a8 · cercle noir sur case noire b8 · cercle noir sur case blanche c8 · cercle noir sur case noire d8 · cercle noir sur case noire a7 · cercle noir sur case blanche b7 · cercle noir sur case noire c7 · cercle noir sur case blanche d7 · cercle noir sur case blanche a6 · cercle noir sur case noire b6 · cercle noir sur case blanche c6 · cercle noir sur case noire d6 · cercle noir sur case noire a5 · cercle noir sur case blanche b5 · cercle noir sur case noire c5 · cercle noir sur case blanche d5 · cercle noir sur case blanche a4 · cercle noir sur case noire b4 · cercle noir sur case blanche c4 · cercle noir sur case noire d4 · cercle noir sur case noire a3 · cercle noir sur case blanche b3 · cercle noir sur case noire c3 · cercle noir sur case blanche d3 · cercle noir sur case blanche a2 · cercle noir sur case noire b2 · cercle noir sur case blanche c2 · cercle noir sur case noire d2 · cercle noir sur case noire a1 · cercle noir sur case blanche b1 · cercle noir sur case noire c1 · cercle noir sur case blanche d1 | cercle noir sur case blanche a8 · cercle noir sur case noire b8 · cercle noir sur case blanche c8 · cercle noir sur case noire d8 · cercle noir sur case noire a7 · cercle noir sur case blanche b7 · cercle noir sur case noire c7 · cercle noir sur case blanche d7 · cercle noir sur case blanche a6 · cercle noir sur case noire b6 · cercle noir sur case blanche c6 · cercle noir sur case noire d6 · cercle noir sur case noire a5 · cercle noir sur case blanche b5 · cercle noir sur case noire c5 · cercle noir sur case blanche d5 · cercle noir sur case blanche a4 · cercle noir sur case noire b4 · cercle noir sur case blanche c4 · cercle noir sur case noire d4 · cercle noir sur case noire a3 · cercle noir sur case blanche b3 · cercle noir sur case noire c3 · cercle noir sur case blanche d3 · cercle noir sur case blanche a2 · cercle noir sur case noire b2 · cercle noir sur case blanche c2 · cercle noir sur case noire d2 · cercle noir sur case noire a1 · cercle noir sur case blanche b1 · cercle noir sur case noire c1 · cercle noir sur case blanche d1 | cercle noir sur case blanche a8 · cercle noir sur case noire b8 · cercle noir sur case blanche c8 · cercle noir sur case noire d8 · cercle noir sur case noire a7 · cercle noir sur case blanche b7 · cercle noir sur case noire c7 · cercle noir sur case blanche d7 · cercle noir sur case blanche a6 · cercle noir sur case noire b6 · cercle noir sur case blanche c6 · cercle noir sur case noire d6 · cercle noir sur case noire a5 · cercle noir sur case blanche b5 · cercle noir sur case noire c5 · cercle noir sur case blanche d5 · cercle noir sur case blanche a4 · cercle noir sur case noire b4 · cercle noir sur case blanche c4 · cercle noir sur case noire d4 · cercle noir sur case noire a3 · cercle noir sur case blanche b3 · cercle noir sur case noire c3 · cercle noir sur case blanche d3 · cercle noir sur case blanche a2 · cercle noir sur case noire b2 · cercle noir sur case blanche c2 · cercle noir sur case noire d2 · cercle noir sur case noire a1 · cercle noir sur case blanche b1 · cercle noir sur case noire c1 · cercle noir sur case blanche d1 | cercle noir sur case blanche a8 · cercle noir sur case noire b8 · cercle noir sur case blanche c8 · cercle noir sur case noire d8 · cercle noir sur case noire a7 · cercle noir sur case blanche b7 · cercle noir sur case noire c7 · cercle noir sur case blanche d7 · cercle noir sur case blanche a6 · cercle noir sur case noire b6 · cercle noir sur case blanche c6 · cercle noir sur case noire d6 · cercle noir sur case noire a5 · cercle noir sur case blanche b5 · cercle noir sur case noire c5 · cercle noir sur case blanche d5 · cercle noir sur case blanche a4 · cercle noir sur case noire b4 · cercle noir sur case blanche c4 · cercle noir sur case noire d4 · cercle noir sur case noire a3 · cercle noir sur case blanche b3 · cercle noir sur case noire c3 · cercle noir sur case blanche d3 · cercle noir sur case blanche a2 · cercle noir sur case noire b2 · cercle noir sur case blanche c2 · cercle noir sur case noire d2 · cercle noir sur case noire a1 · cercle noir sur case blanche b1 · cercle noir sur case noire c1 · cercle noir sur case blanche d1 | 4 |
| 3 | cercle noir sur case blanche a8 · cercle noir sur case noire b8 · cercle noir sur case blanche c8 · cercle noir sur case noire d8 · cercle noir sur case noire a7 · cercle noir sur case blanche b7 · cercle noir sur case noire c7 · cercle noir sur case blanche d7 · cercle noir sur case blanche a6 · cercle noir sur case noire b6 · cercle noir sur case blanche c6 · cercle noir sur case noire d6 · cercle noir sur case noire a5 · cercle noir sur case blanche b5 · cercle noir sur case noire c5 · cercle noir sur case blanche d5 · cercle noir sur case blanche a4 · cercle noir sur case noire b4 · cercle noir sur case blanche c4 · cercle noir sur case noire d4 · cercle noir sur case noire a3 · cercle noir sur case blanche b3 · cercle noir sur case noire c3 · cercle noir sur case blanche d3 · cercle noir sur case blanche a2 · cercle noir sur case noire b2 · cercle noir sur case blanche c2 · cercle noir sur case noire d2 · cercle noir sur case noire a1 · cercle noir sur case blanche b1 · cercle noir sur case noire c1 · cercle noir sur case blanche d1 | cercle noir sur case blanche a8 · cercle noir sur case noire b8 · cercle noir sur case blanche c8 · cercle noir sur case noire d8 · cercle noir sur case noire a7 · cercle noir sur case blanche b7 · cercle noir sur case noire c7 · cercle noir sur case blanche d7 · cercle noir sur case blanche a6 · cercle noir sur case noire b6 · cercle noir sur case blanche c6 · cercle noir sur case noire d6 · cercle noir sur case noire a5 · cercle noir sur case blanche b5 · cercle noir sur case noire c5 · cercle noir sur case blanche d5 · cercle noir sur case blanche a4 · cercle noir sur case noire b4 · cercle noir sur case blanche c4 · cercle noir sur case noire d4 · cercle noir sur case noire a3 · cercle noir sur case blanche b3 · cercle noir sur case noire c3 · cercle noir sur case blanche d3 · cercle noir sur case blanche a2 · cercle noir sur case noire b2 · cercle noir sur case blanche c2 · cercle noir sur case noire d2 · cercle noir sur case noire a1 · cercle noir sur case blanche b1 · cercle noir sur case noire c1 · cercle noir sur case blanche d1 | cercle noir sur case blanche a8 · cercle noir sur case noire b8 · cercle noir sur case blanche c8 · cercle noir sur case noire d8 · cercle noir sur case noire a7 · cercle noir sur case blanche b7 · cercle noir sur case noire c7 · cercle noir sur case blanche d7 · cercle noir sur case blanche a6 · cercle noir sur case noire b6 · cercle noir sur case blanche c6 · cercle noir sur case noire d6 · cercle noir sur case noire a5 · cercle noir sur case blanche b5 · cercle noir sur case noire c5 · cercle noir sur case blanche d5 · cercle noir sur case blanche a4 · cercle noir sur case noire b4 · cercle noir sur case blanche c4 · cercle noir sur case noire d4 · cercle noir sur case noire a3 · cercle noir sur case blanche b3 · cercle noir sur case noire c3 · cercle noir sur case blanche d3 · cercle noir sur case blanche a2 · cercle noir sur case noire b2 · cercle noir sur case blanche c2 · cercle noir sur case noire d2 · cercle noir sur case noire a1 · cercle noir sur case blanche b1 · cercle noir sur case noire c1 · cercle noir sur case blanche d1 | cercle noir sur case blanche a8 · cercle noir sur case noire b8 · cercle noir sur case blanche c8 · cercle noir sur case noire d8 · cercle noir sur case noire a7 · cercle noir sur case blanche b7 · cercle noir sur case noire c7 · cercle noir sur case blanche d7 · cercle noir sur case blanche a6 · cercle noir sur case noire b6 · cercle noir sur case blanche c6 · cercle noir sur case noire d6 · cercle noir sur case noire a5 · cercle noir sur case blanche b5 · cercle noir sur case noire c5 · cercle noir sur case blanche d5 · cercle noir sur case blanche a4 · cercle noir sur case noire b4 · cercle noir sur case blanche c4 · cercle noir sur case noire d4 · cercle noir sur case noire a3 · cercle noir sur case blanche b3 · cercle noir sur case noire c3 · cercle noir sur case blanche d3 · cercle noir sur case blanche a2 · cercle noir sur case noire b2 · cercle noir sur case blanche c2 · cercle noir sur case noire d2 · cercle noir sur case noire a1 · cercle noir sur case blanche b1 · cercle noir sur case noire c1 · cercle noir sur case blanche d1 | cercle noir sur case blanche a8 · cercle noir sur case noire b8 · cercle noir sur case blanche c8 · cercle noir sur case noire d8 · cercle noir sur case noire a7 · cercle noir sur case blanche b7 · cercle noir sur case noire c7 · cercle noir sur case blanche d7 · cercle noir sur case blanche a6 · cercle noir sur case noire b6 · cercle noir sur case blanche c6 · cercle noir sur case noire d6 · cercle noir sur case noire a5 · cercle noir sur case blanche b5 · cercle noir sur case noire c5 · cercle noir sur case blanche d5 · cercle noir sur case blanche a4 · cercle noir sur case noire b4 · cercle noir sur case blanche c4 · cercle noir sur case noire d4 · cercle noir sur case noire a3 · cercle noir sur case blanche b3 · cercle noir sur case noire c3 · cercle noir sur case blanche d3 · cercle noir sur case blanche a2 · cercle noir sur case noire b2 · cercle noir sur case blanche c2 · cercle noir sur case noire d2 · cercle noir sur case noire a1 · cercle noir sur case blanche b1 · cercle noir sur case noire c1 · cercle noir sur case blanche d1 | cercle noir sur case blanche a8 · cercle noir sur case noire b8 · cercle noir sur case blanche c8 · cercle noir sur case noire d8 · cercle noir sur case noire a7 · cercle noir sur case blanche b7 · cercle noir sur case noire c7 · cercle noir sur case blanche d7 · cercle noir sur case blanche a6 · cercle noir sur case noire b6 · cercle noir sur case blanche c6 · cercle noir sur case noire d6 · cercle noir sur case noire a5 · cercle noir sur case blanche b5 · cercle noir sur case noire c5 · cercle noir sur case blanche d5 · cercle noir sur case blanche a4 · cercle noir sur case noire b4 · cercle noir sur case blanche c4 · cercle noir sur case noire d4 · cercle noir sur case noire a3 · cercle noir sur case blanche b3 · cercle noir sur case noire c3 · cercle noir sur case blanche d3 · cercle noir sur case blanche a2 · cercle noir sur case noire b2 · cercle noir sur case blanche c2 · cercle noir sur case noire d2 · cercle noir sur case noire a1 · cercle noir sur case blanche b1 · cercle noir sur case noire c1 · cercle noir sur case blanche d1 | cercle noir sur case blanche a8 · cercle noir sur case noire b8 · cercle noir sur case blanche c8 · cercle noir sur case noire d8 · cercle noir sur case noire a7 · cercle noir sur case blanche b7 · cercle noir sur case noire c7 · cercle noir sur case blanche d7 · cercle noir sur case blanche a6 · cercle noir sur case noire b6 · cercle noir sur case blanche c6 · cercle noir sur case noire d6 · cercle noir sur case noire a5 · cercle noir sur case blanche b5 · cercle noir sur case noire c5 · cercle noir sur case blanche d5 · cercle noir sur case blanche a4 · cercle noir sur case noire b4 · cercle noir sur case blanche c4 · cercle noir sur case noire d4 · cercle noir sur case noire a3 · cercle noir sur case blanche b3 · cercle noir sur case noire c3 · cercle noir sur case blanche d3 · cercle noir sur case blanche a2 · cercle noir sur case noire b2 · cercle noir sur case blanche c2 · cercle noir sur case noire d2 · cercle noir sur case noire a1 · cercle noir sur case blanche b1 · cercle noir sur case noire c1 · cercle noir sur case blanche d1 | cercle noir sur case blanche a8 · cercle noir sur case noire b8 · cercle noir sur case blanche c8 · cercle noir sur case noire d8 · cercle noir sur case noire a7 · cercle noir sur case blanche b7 · cercle noir sur case noire c7 · cercle noir sur case blanche d7 · cercle noir sur case blanche a6 · cercle noir sur case noire b6 · cercle noir sur case blanche c6 · cercle noir sur case noire d6 · cercle noir sur case noire a5 · cercle noir sur case blanche b5 · cercle noir sur case noire c5 · cercle noir sur case blanche d5 · cercle noir sur case blanche a4 · cercle noir sur case noire b4 · cercle noir sur case blanche c4 · cercle noir sur case noire d4 · cercle noir sur case noire a3 · cercle noir sur case blanche b3 · cercle noir sur case noire c3 · cercle noir sur case blanche d3 · cercle noir sur case blanche a2 · cercle noir sur case noire b2 · cercle noir sur case blanche c2 · cercle noir sur case noire d2 · cercle noir sur case noire a1 · cercle noir sur case blanche b1 · cercle noir sur case noire c1 · cercle noir sur case blanche d1 | 3 |
| 2 | cercle noir sur case blanche a8 · cercle noir sur case noire b8 · cercle noir sur case blanche c8 · cercle noir sur case noire d8 · cercle noir sur case noire a7 · cercle noir sur case blanche b7 · cercle noir sur case noire c7 · cercle noir sur case blanche d7 · cercle noir sur case blanche a6 · cercle noir sur case noire b6 · cercle noir sur case blanche c6 · cercle noir sur case noire d6 · cercle noir sur case noire a5 · cercle noir sur case blanche b5 · cercle noir sur case noire c5 · cercle noir sur case blanche d5 · cercle noir sur case blanche a4 · cercle noir sur case noire b4 · cercle noir sur case blanche c4 · cercle noir sur case noire d4 · cercle noir sur case noire a3 · cercle noir sur case blanche b3 · cercle noir sur case noire c3 · cercle noir sur case blanche d3 · cercle noir sur case blanche a2 · cercle noir sur case noire b2 · cercle noir sur case blanche c2 · cercle noir sur case noire d2 · cercle noir sur case noire a1 · cercle noir sur case blanche b1 · cercle noir sur case noire c1 · cercle noir sur case blanche d1 | cercle noir sur case blanche a8 · cercle noir sur case noire b8 · cercle noir sur case blanche c8 · cercle noir sur case noire d8 · cercle noir sur case noire a7 · cercle noir sur case blanche b7 · cercle noir sur case noire c7 · cercle noir sur case blanche d7 · cercle noir sur case blanche a6 · cercle noir sur case noire b6 · cercle noir sur case blanche c6 · cercle noir sur case noire d6 · cercle noir sur case noire a5 · cercle noir sur case blanche b5 · cercle noir sur case noire c5 · cercle noir sur case blanche d5 · cercle noir sur case blanche a4 · cercle noir sur case noire b4 · cercle noir sur case blanche c4 · cercle noir sur case noire d4 · cercle noir sur case noire a3 · cercle noir sur case blanche b3 · cercle noir sur case noire c3 · cercle noir sur case blanche d3 · cercle noir sur case blanche a2 · cercle noir sur case noire b2 · cercle noir sur case blanche c2 · cercle noir sur case noire d2 · cercle noir sur case noire a1 · cercle noir sur case blanche b1 · cercle noir sur case noire c1 · cercle noir sur case blanche d1 | cercle noir sur case blanche a8 · cercle noir sur case noire b8 · cercle noir sur case blanche c8 · cercle noir sur case noire d8 · cercle noir sur case noire a7 · cercle noir sur case blanche b7 · cercle noir sur case noire c7 · cercle noir sur case blanche d7 · cercle noir sur case blanche a6 · cercle noir sur case noire b6 · cercle noir sur case blanche c6 · cercle noir sur case noire d6 · cercle noir sur case noire a5 · cercle noir sur case blanche b5 · cercle noir sur case noire c5 · cercle noir sur case blanche d5 · cercle noir sur case blanche a4 · cercle noir sur case noire b4 · cercle noir sur case blanche c4 · cercle noir sur case noire d4 · cercle noir sur case noire a3 · cercle noir sur case blanche b3 · cercle noir sur case noire c3 · cercle noir sur case blanche d3 · cercle noir sur case blanche a2 · cercle noir sur case noire b2 · cercle noir sur case blanche c2 · cercle noir sur case noire d2 · cercle noir sur case noire a1 · cercle noir sur case blanche b1 · cercle noir sur case noire c1 · cercle noir sur case blanche d1 | cercle noir sur case blanche a8 · cercle noir sur case noire b8 · cercle noir sur case blanche c8 · cercle noir sur case noire d8 · cercle noir sur case noire a7 · cercle noir sur case blanche b7 · cercle noir sur case noire c7 · cercle noir sur case blanche d7 · cercle noir sur case blanche a6 · cercle noir sur case noire b6 · cercle noir sur case blanche c6 · cercle noir sur case noire d6 · cercle noir sur case noire a5 · cercle noir sur case blanche b5 · cercle noir sur case noire c5 · cercle noir sur case blanche d5 · cercle noir sur case blanche a4 · cercle noir sur case noire b4 · cercle noir sur case blanche c4 · cercle noir sur case noire d4 · cercle noir sur case noire a3 · cercle noir sur case blanche b3 · cercle noir sur case noire c3 · cercle noir sur case blanche d3 · cercle noir sur case blanche a2 · cercle noir sur case noire b2 · cercle noir sur case blanche c2 · cercle noir sur case noire d2 · cercle noir sur case noire a1 · cercle noir sur case blanche b1 · cercle noir sur case noire c1 · cercle noir sur case blanche d1 | cercle noir sur case blanche a8 · cercle noir sur case noire b8 · cercle noir sur case blanche c8 · cercle noir sur case noire d8 · cercle noir sur case noire a7 · cercle noir sur case blanche b7 · cercle noir sur case noire c7 · cercle noir sur case blanche d7 · cercle noir sur case blanche a6 · cercle noir sur case noire b6 · cercle noir sur case blanche c6 · cercle noir sur case noire d6 · cercle noir sur case noire a5 · cercle noir sur case blanche b5 · cercle noir sur case noire c5 · cercle noir sur case blanche d5 · cercle noir sur case blanche a4 · cercle noir sur case noire b4 · cercle noir sur case blanche c4 · cercle noir sur case noire d4 · cercle noir sur case noire a3 · cercle noir sur case blanche b3 · cercle noir sur case noire c3 · cercle noir sur case blanche d3 · cercle noir sur case blanche a2 · cercle noir sur case noire b2 · cercle noir sur case blanche c2 · cercle noir sur case noire d2 · cercle noir sur case noire a1 · cercle noir sur case blanche b1 · cercle noir sur case noire c1 · cercle noir sur case blanche d1 | cercle noir sur case blanche a8 · cercle noir sur case noire b8 · cercle noir sur case blanche c8 · cercle noir sur case noire d8 · cercle noir sur case noire a7 · cercle noir sur case blanche b7 · cercle noir sur case noire c7 · cercle noir sur case blanche d7 · cercle noir sur case blanche a6 · cercle noir sur case noire b6 · cercle noir sur case blanche c6 · cercle noir sur case noire d6 · cercle noir sur case noire a5 · cercle noir sur case blanche b5 · cercle noir sur case noire c5 · cercle noir sur case blanche d5 · cercle noir sur case blanche a4 · cercle noir sur case noire b4 · cercle noir sur case blanche c4 · cercle noir sur case noire d4 · cercle noir sur case noire a3 · cercle noir sur case blanche b3 · cercle noir sur case noire c3 · cercle noir sur case blanche d3 · cercle noir sur case blanche a2 · cercle noir sur case noire b2 · cercle noir sur case blanche c2 · cercle noir sur case noire d2 · cercle noir sur case noire a1 · cercle noir sur case blanche b1 · cercle noir sur case noire c1 · cercle noir sur case blanche d1 | cercle noir sur case blanche a8 · cercle noir sur case noire b8 · cercle noir sur case blanche c8 · cercle noir sur case noire d8 · cercle noir sur case noire a7 · cercle noir sur case blanche b7 · cercle noir sur case noire c7 · cercle noir sur case blanche d7 · cercle noir sur case blanche a6 · cercle noir sur case noire b6 · cercle noir sur case blanche c6 · cercle noir sur case noire d6 · cercle noir sur case noire a5 · cercle noir sur case blanche b5 · cercle noir sur case noire c5 · cercle noir sur case blanche d5 · cercle noir sur case blanche a4 · cercle noir sur case noire b4 · cercle noir sur case blanche c4 · cercle noir sur case noire d4 · cercle noir sur case noire a3 · cercle noir sur case blanche b3 · cercle noir sur case noire c3 · cercle noir sur case blanche d3 · cercle noir sur case blanche a2 · cercle noir sur case noire b2 · cercle noir sur case blanche c2 · cercle noir sur case noire d2 · cercle noir sur case noire a1 · cercle noir sur case blanche b1 · cercle noir sur case noire c1 · cercle noir sur case blanche d1 | cercle noir sur case blanche a8 · cercle noir sur case noire b8 · cercle noir sur case blanche c8 · cercle noir sur case noire d8 · cercle noir sur case noire a7 · cercle noir sur case blanche b7 · cercle noir sur case noire c7 · cercle noir sur case blanche d7 · cercle noir sur case blanche a6 · cercle noir sur case noire b6 · cercle noir sur case blanche c6 · cercle noir sur case noire d6 · cercle noir sur case noire a5 · cercle noir sur case blanche b5 · cercle noir sur case noire c5 · cercle noir sur case blanche d5 · cercle noir sur case blanche a4 · cercle noir sur case noire b4 · cercle noir sur case blanche c4 · cercle noir sur case noire d4 · cercle noir sur case noire a3 · cercle noir sur case blanche b3 · cercle noir sur case noire c3 · cercle noir sur case blanche d3 · cercle noir sur case blanche a2 · cercle noir sur case noire b2 · cercle noir sur case blanche c2 · cercle noir sur case noire d2 · cercle noir sur case noire a1 · cercle noir sur case blanche b1 · cercle noir sur case noire c1 · cercle noir sur case blanche d1 | 2 |
| 1 | cercle noir sur case blanche a8 · cercle noir sur case noire b8 · cercle noir sur case blanche c8 · cercle noir sur case noire d8 · cercle noir sur case noire a7 · cercle noir sur case blanche b7 · cercle noir sur case noire c7 · cercle noir sur case blanche d7 · cercle noir sur case blanche a6 · cercle noir sur case noire b6 · cercle noir sur case blanche c6 · cercle noir sur case noire d6 · cercle noir sur case noire a5 · cercle noir sur case blanche b5 · cercle noir sur case noire c5 · cercle noir sur case blanche d5 · cercle noir sur case blanche a4 · cercle noir sur case noire b4 · cercle noir sur case blanche c4 · cercle noir sur case noire d4 · cercle noir sur case noire a3 · cercle noir sur case blanche b3 · cercle noir sur case noire c3 · cercle noir sur case blanche d3 · cercle noir sur case blanche a2 · cercle noir sur case noire b2 · cercle noir sur case blanche c2 · cercle noir sur case noire d2 · cercle noir sur case noire a1 · cercle noir sur case blanche b1 · cercle noir sur case noire c1 · cercle noir sur case blanche d1 | cercle noir sur case blanche a8 · cercle noir sur case noire b8 · cercle noir sur case blanche c8 · cercle noir sur case noire d8 · cercle noir sur case noire a7 · cercle noir sur case blanche b7 · cercle noir sur case noire c7 · cercle noir sur case blanche d7 · cercle noir sur case blanche a6 · cercle noir sur case noire b6 · cercle noir sur case blanche c6 · cercle noir sur case noire d6 · cercle noir sur case noire a5 · cercle noir sur case blanche b5 · cercle noir sur case noire c5 · cercle noir sur case blanche d5 · cercle noir sur case blanche a4 · cercle noir sur case noire b4 · cercle noir sur case blanche c4 · cercle noir sur case noire d4 · cercle noir sur case noire a3 · cercle noir sur case blanche b3 · cercle noir sur case noire c3 · cercle noir sur case blanche d3 · cercle noir sur case blanche a2 · cercle noir sur case noire b2 · cercle noir sur case blanche c2 · cercle noir sur case noire d2 · cercle noir sur case noire a1 · cercle noir sur case blanche b1 · cercle noir sur case noire c1 · cercle noir sur case blanche d1 | cercle noir sur case blanche a8 · cercle noir sur case noire b8 · cercle noir sur case blanche c8 · cercle noir sur case noire d8 · cercle noir sur case noire a7 · cercle noir sur case blanche b7 · cercle noir sur case noire c7 · cercle noir sur case blanche d7 · cercle noir sur case blanche a6 · cercle noir sur case noire b6 · cercle noir sur case blanche c6 · cercle noir sur case noire d6 · cercle noir sur case noire a5 · cercle noir sur case blanche b5 · cercle noir sur case noire c5 · cercle noir sur case blanche d5 · cercle noir sur case blanche a4 · cercle noir sur case noire b4 · cercle noir sur case blanche c4 · cercle noir sur case noire d4 · cercle noir sur case noire a3 · cercle noir sur case blanche b3 · cercle noir sur case noire c3 · cercle noir sur case blanche d3 · cercle noir sur case blanche a2 · cercle noir sur case noire b2 · cercle noir sur case blanche c2 · cercle noir sur case noire d2 · cercle noir sur case noire a1 · cercle noir sur case blanche b1 · cercle noir sur case noire c1 · cercle noir sur case blanche d1 | cercle noir sur case blanche a8 · cercle noir sur case noire b8 · cercle noir sur case blanche c8 · cercle noir sur case noire d8 · cercle noir sur case noire a7 · cercle noir sur case blanche b7 · cercle noir sur case noire c7 · cercle noir sur case blanche d7 · cercle noir sur case blanche a6 · cercle noir sur case noire b6 · cercle noir sur case blanche c6 · cercle noir sur case noire d6 · cercle noir sur case noire a5 · cercle noir sur case blanche b5 · cercle noir sur case noire c5 · cercle noir sur case blanche d5 · cercle noir sur case blanche a4 · cercle noir sur case noire b4 · cercle noir sur case blanche c4 · cercle noir sur case noire d4 · cercle noir sur case noire a3 · cercle noir sur case blanche b3 · cercle noir sur case noire c3 · cercle noir sur case blanche d3 · cercle noir sur case blanche a2 · cercle noir sur case noire b2 · cercle noir sur case blanche c2 · cercle noir sur case noire d2 · cercle noir sur case noire a1 · cercle noir sur case blanche b1 · cercle noir sur case noire c1 · cercle noir sur case blanche d1 | cercle noir sur case blanche a8 · cercle noir sur case noire b8 · cercle noir sur case blanche c8 · cercle noir sur case noire d8 · cercle noir sur case noire a7 · cercle noir sur case blanche b7 · cercle noir sur case noire c7 · cercle noir sur case blanche d7 · cercle noir sur case blanche a6 · cercle noir sur case noire b6 · cercle noir sur case blanche c6 · cercle noir sur case noire d6 · cercle noir sur case noire a5 · cercle noir sur case blanche b5 · cercle noir sur case noire c5 · cercle noir sur case blanche d5 · cercle noir sur case blanche a4 · cercle noir sur case noire b4 · cercle noir sur case blanche c4 · cercle noir sur case noire d4 · cercle noir sur case noire a3 · cercle noir sur case blanche b3 · cercle noir sur case noire c3 · cercle noir sur case blanche d3 · cercle noir sur case blanche a2 · cercle noir sur case noire b2 · cercle noir sur case blanche c2 · cercle noir sur case noire d2 · cercle noir sur case noire a1 · cercle noir sur case blanche b1 · cercle noir sur case noire c1 · cercle noir sur case blanche d1 | cercle noir sur case blanche a8 · cercle noir sur case noire b8 · cercle noir sur case blanche c8 · cercle noir sur case noire d8 · cercle noir sur case noire a7 · cercle noir sur case blanche b7 · cercle noir sur case noire c7 · cercle noir sur case blanche d7 · cercle noir sur case blanche a6 · cercle noir sur case noire b6 · cercle noir sur case blanche c6 · cercle noir sur case noire d6 · cercle noir sur case noire a5 · cercle noir sur case blanche b5 · cercle noir sur case noire c5 · cercle noir sur case blanche d5 · cercle noir sur case blanche a4 · cercle noir sur case noire b4 · cercle noir sur case blanche c4 · cercle noir sur case noire d4 · cercle noir sur case noire a3 · cercle noir sur case blanche b3 · cercle noir sur case noire c3 · cercle noir sur case blanche d3 · cercle noir sur case blanche a2 · cercle noir sur case noire b2 · cercle noir sur case blanche c2 · cercle noir sur case noire d2 · cercle noir sur case noire a1 · cercle noir sur case blanche b1 · cercle noir sur case noire c1 · cercle noir sur case blanche d1 | cercle noir sur case blanche a8 · cercle noir sur case noire b8 · cercle noir sur case blanche c8 · cercle noir sur case noire d8 · cercle noir sur case noire a7 · cercle noir sur case blanche b7 · cercle noir sur case noire c7 · cercle noir sur case blanche d7 · cercle noir sur case blanche a6 · cercle noir sur case noire b6 · cercle noir sur case blanche c6 · cercle noir sur case noire d6 · cercle noir sur case noire a5 · cercle noir sur case blanche b5 · cercle noir sur case noire c5 · cercle noir sur case blanche d5 · cercle noir sur case blanche a4 · cercle noir sur case noire b4 · cercle noir sur case blanche c4 · cercle noir sur case noire d4 · cercle noir sur case noire a3 · cercle noir sur case blanche b3 · cercle noir sur case noire c3 · cercle noir sur case blanche d3 · cercle noir sur case blanche a2 · cercle noir sur case noire b2 · cercle noir sur case blanche c2 · cercle noir sur case noire d2 · cercle noir sur case noire a1 · cercle noir sur case blanche b1 · cercle noir sur case noire c1 · cercle noir sur case blanche d1 | cercle noir sur case blanche a8 · cercle noir sur case noire b8 · cercle noir sur case blanche c8 · cercle noir sur case noire d8 · cercle noir sur case noire a7 · cercle noir sur case blanche b7 · cercle noir sur case noire c7 · cercle noir sur case blanche d7 · cercle noir sur case blanche a6 · cercle noir sur case noire b6 · cercle noir sur case blanche c6 · cercle noir sur case noire d6 · cercle noir sur case noire a5 · cercle noir sur case blanche b5 · cercle noir sur case noire c5 · cercle noir sur case blanche d5 · cercle noir sur case blanche a4 · cercle noir sur case noire b4 · cercle noir sur case blanche c4 · cercle noir sur case noire d4 · cercle noir sur case noire a3 · cercle noir sur case blanche b3 · cercle noir sur case noire c3 · cercle noir sur case blanche d3 · cercle noir sur case blanche a2 · cercle noir sur case noire b2 · cercle noir sur case blanche c2 · cercle noir sur case noire d2 · cercle noir sur case noire a1 · cercle noir sur case blanche b1 · cercle noir sur case noire c1 · cercle noir sur case blanche d1 | 1 |
|   | a | b | c | d | e | f | g | h |   |

Sur l'échiquier, plusieurs éléments jouent un rôle stratégique important :
- les rangées : les lignes horizontales (rangées 1 à 8) ;
- les colonnes : les lignes verticales (colonnes « a » à « h ») ;
- les diagonales (les deux plus grandes étant les deux diagonales « a1-h8 » et « a8-h1 ») ;
- le centre : les 4 cases centrales (d4, e4, d5, e5) ;
- les coins : les 4 cases aux extrémités (a1, a8, h1, h8) ;
- l’aile dame : les 4 colonnes de gauche (a, b, c, d) ;
- l’aile roi : les 4 colonnes de droite (e, f, g, h) ;
- la « ligne de démarcation » : ligne (imaginaire) passant entre les quatrième et cinquième rangées.

Aile dame
L'aile dame (ou « aile ouest ») est la zone sur l'échiquier qui se compose des colonnes a à d, la colonne « d » étant celle où se trouve la dame en début de partie. L'aile-dame se trouve donc à gauche pour les Blancs (et à droite pour les Noirs). C'est sur l'aile dame que le grand roque a lieu.
Aile roi
L'aile roi (ou « aile est ») est la zone sur l'échiquier qui se compose des colonnes e à h, la colonne « e » étant celle où se trouve le roi en début de partie. L'aile roi se trouve donc à droite pour les Blancs (et à gauche pour les Noirs). C'est sur l'aile roi que le petit roque a lieu.

## Taille de l'échiquier

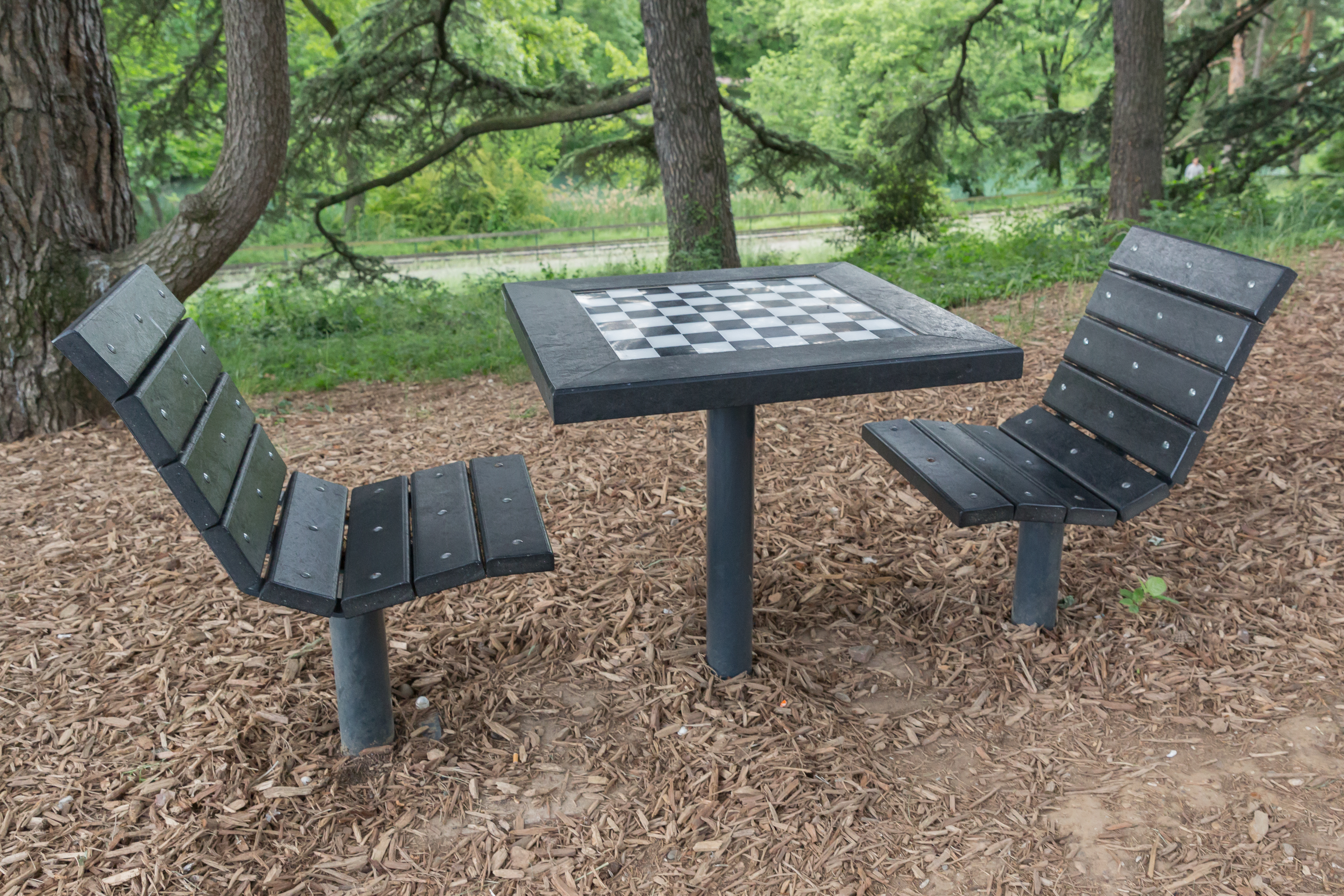
Une table échiquier dans le parc de la Tête d'Or à Lyon.

Il existe des échiquiers de toutes tailles.
La Fédération internationale des échecs recommande pour ses tournois un échiquier rigide, et des pièces qui devraient être de type Staunton et faites de plastique ou de bois, ou d'une imitation de ces matières. Le roi devrait mesurer environ 9,5 cm de hauteur et le diamètre de sa base devrait mesurer de 40 à 50 % de sa hauteur. Les autres pièces devraient être proportionnées.
Les cases devraient être telles que leur côté équivaut au double du diamètre d'un pion, c'est-à-dire que quatre pions devraient pouvoir tenir sur une seule case. Le côté de chaque case devrait mesurer entre 5 cm et 6,5 cm.
La fédération américaine des échecs recommande que le diamètre du roi mesure 75 % du côté de la case.

### Normes
Dans les pays ayant adopté le système métrique, a été développé une norme des tailles des échiquiers et des pièces correspondantes, avec pour référence la taille de la case de l’échiquier et celle du roi :[réf. souhaitée]
- taille 6 : cases de 6 cm de hauteur ; hauteur du roi de 9,7 cm ;
- taille 5 : cases de 5 cm de hauteur ; hauteur du roi de 9,4 cm ;
- taille 4 : cases de 4 cm de hauteur ; hauteur du roi de 7,6 cm.

## Autres échiquiers
D'autres formes ou dimensions d'échiquier sont également utilisées dans certaines variantes du jeu d'échecs ou comme condition féerique dans certains problèmes d'échecs :
- Les échecs circulaires
- Les dits « échecs cubiques », les échecs à trois dimensions
- Les échecs hexagonaux de Glinski
- Les Échecs forteresse
- Un échiquier 10 x 8 pour les échecs janus et pour les échecs Capablanca
- Des échiquiers de taille diverse dans des problèmes d'échecs féeriques

## Galerie

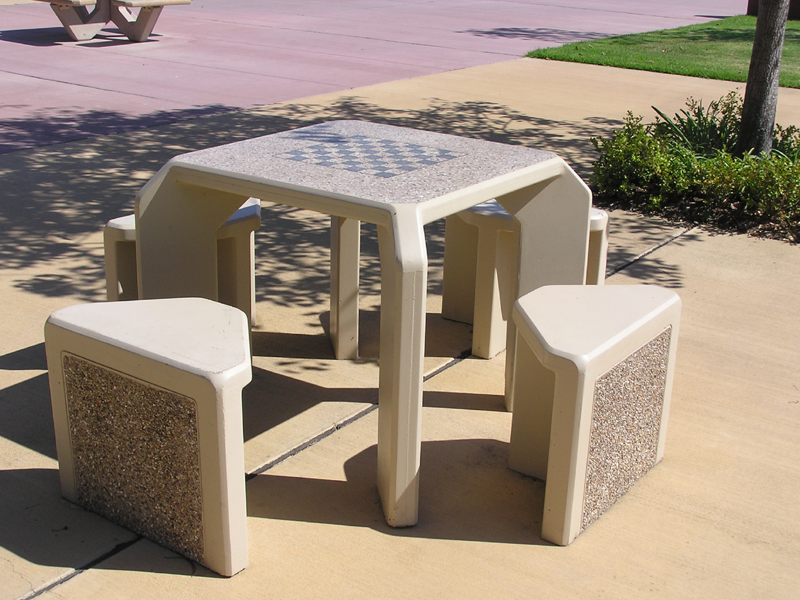
Un échiquier est souvent peint ou gravé sur une table d'échecs.
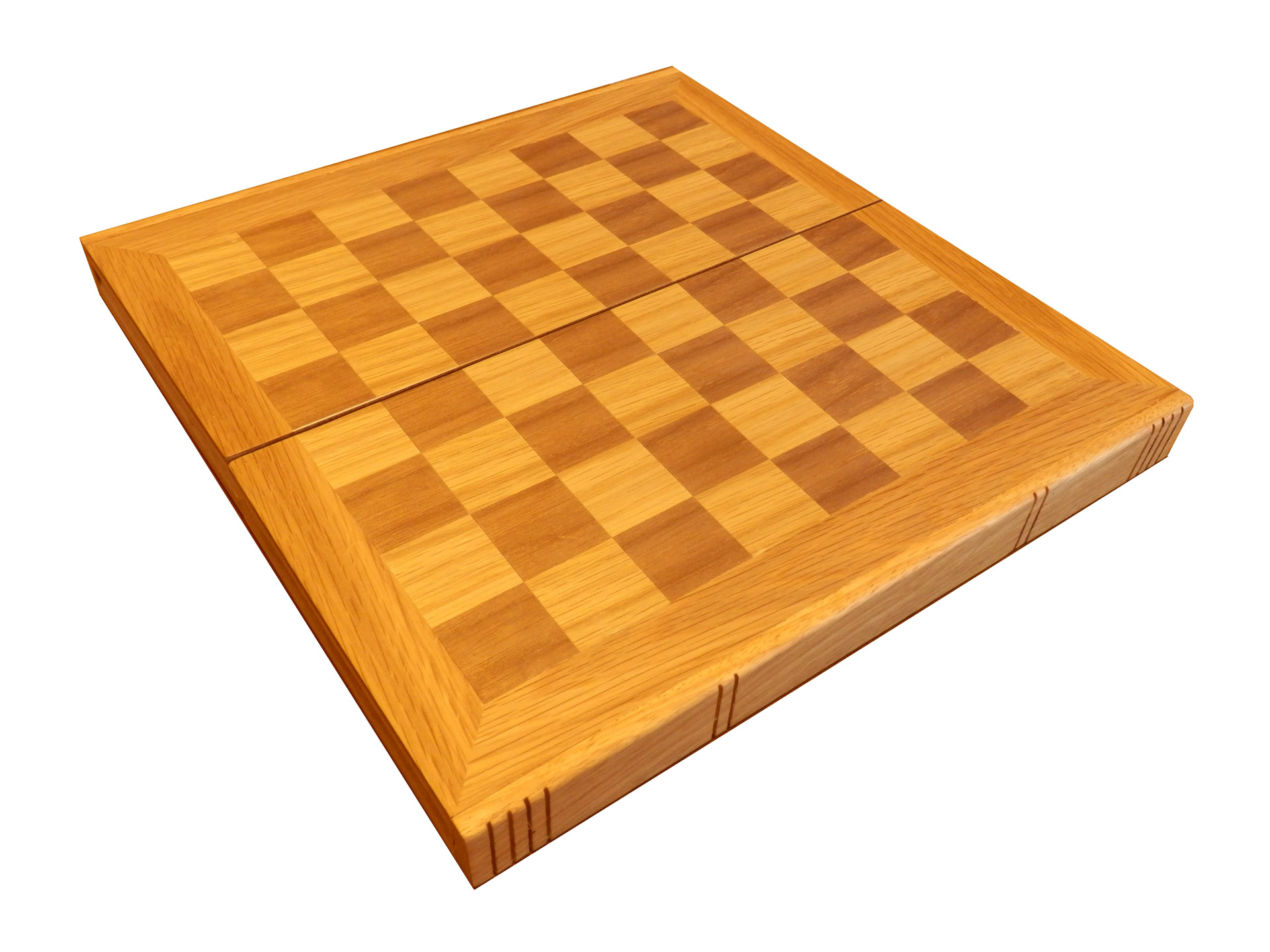
Un échiquier en bois pliable.
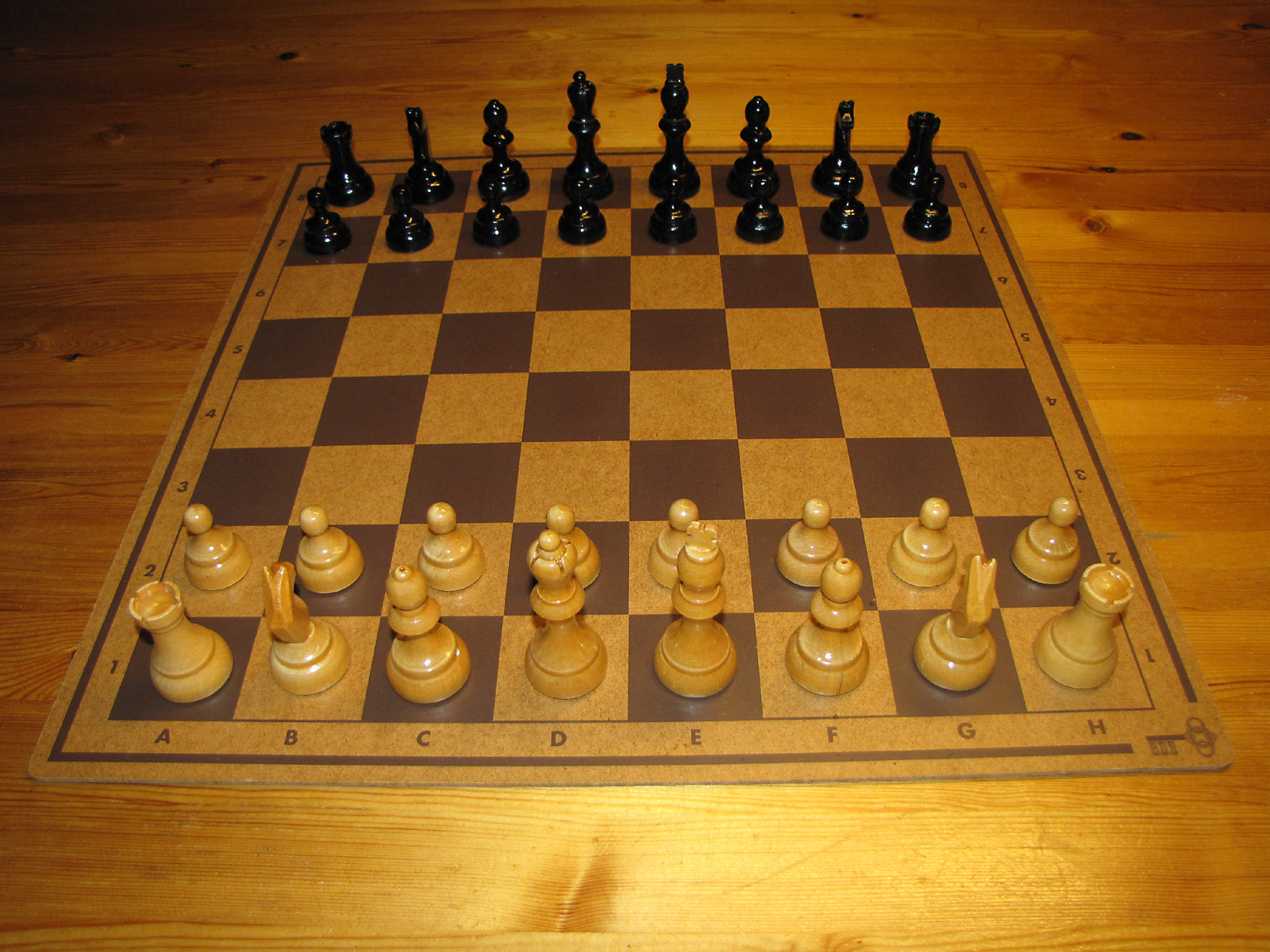
Un échiquier de compétition suédois en isorel.
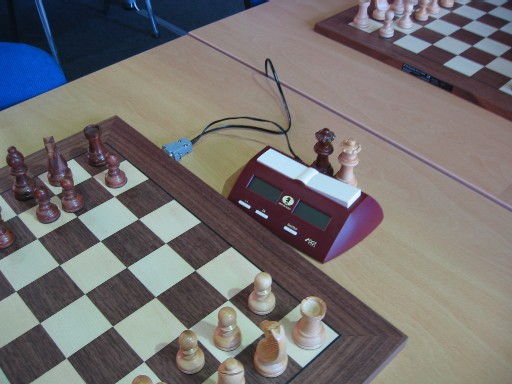
Échiquier électronique DGT qui détecte automatiquement les mouvements et s'interface avec la pendule d'échecs et les ordinateurs.
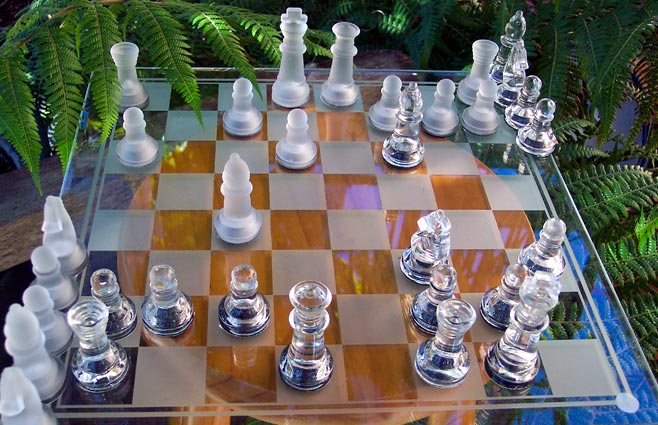
Un échiquier décoratif en verre.
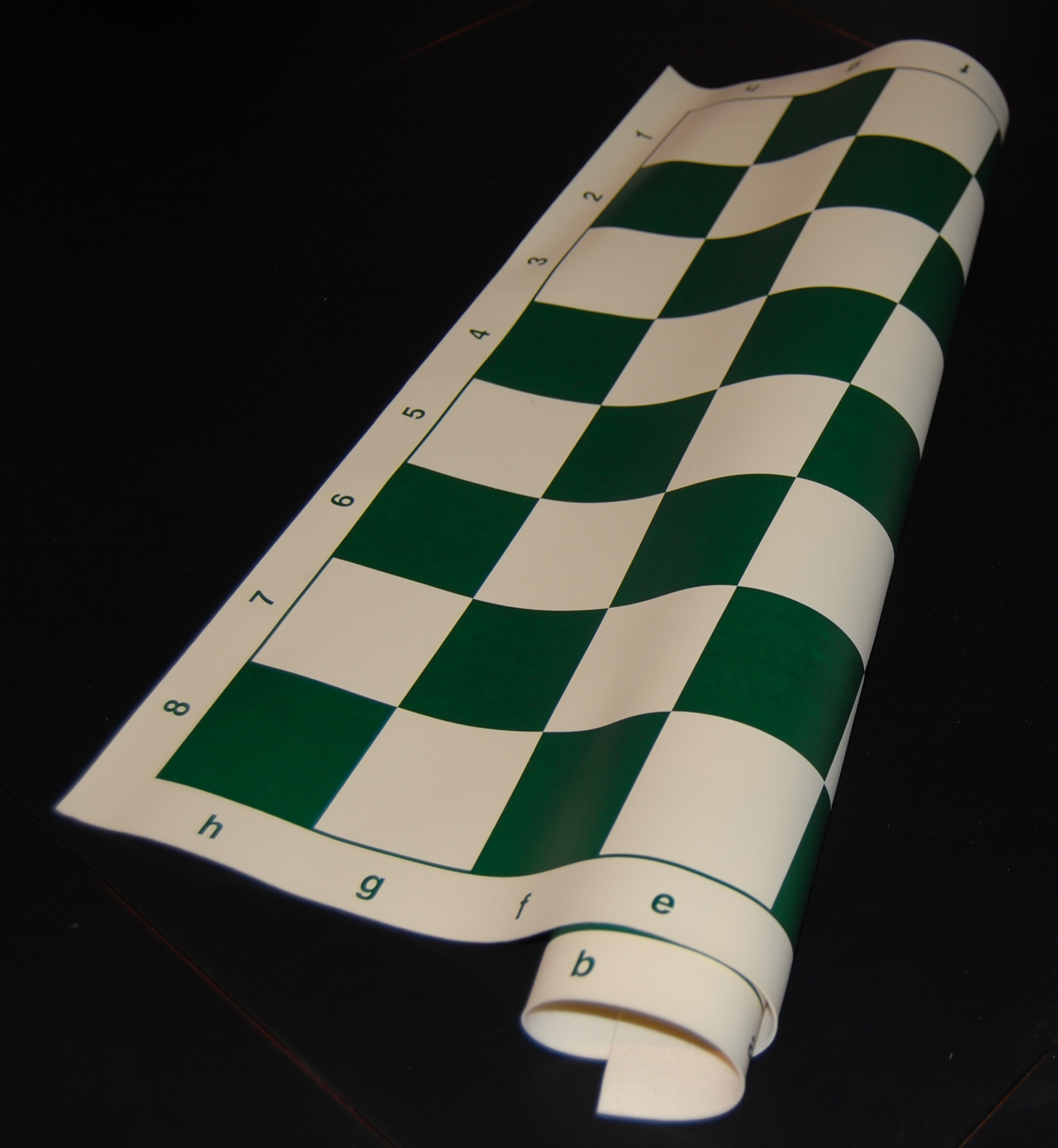
Un échiquier pliant en vinyle vert et chamois.
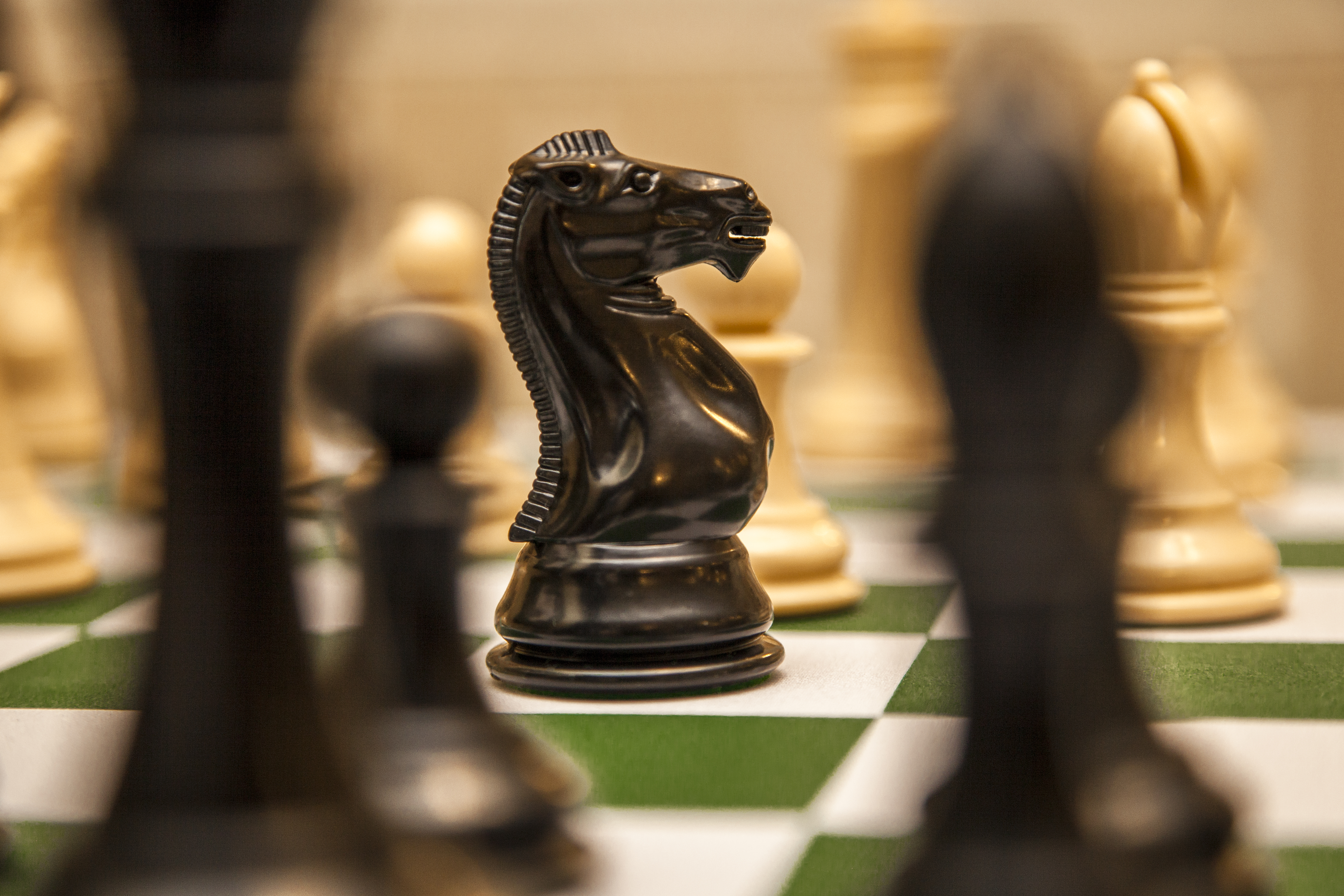
Un échiquier portable de style tapis de souris vert et blanc, conçu pour reposer parfaitement à plat.
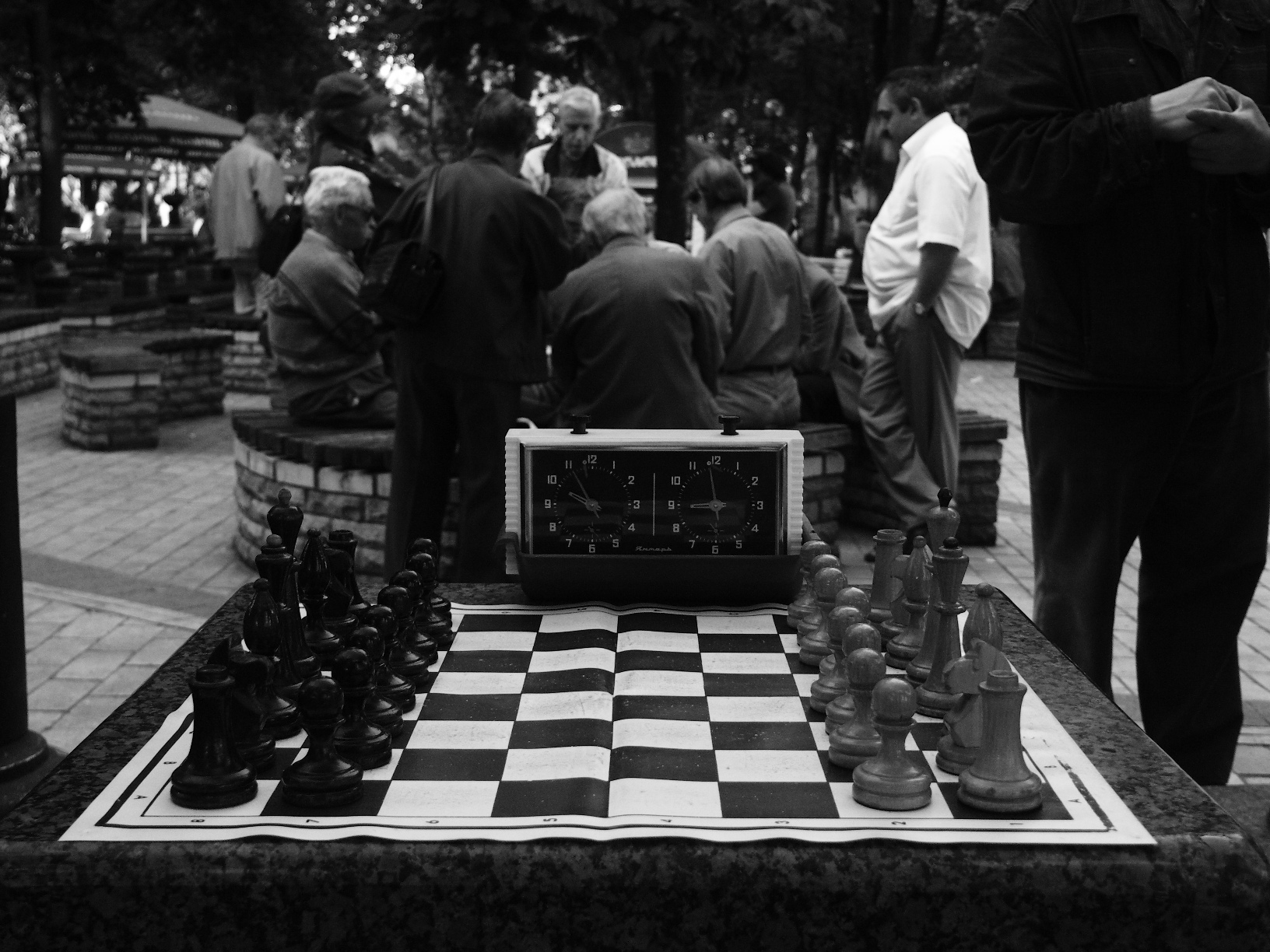
Échiquier en vinyle dans un parc à Kiev (Ukraine).
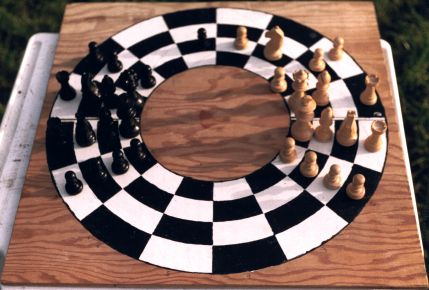
Un échiquier circulaire, l'une des nombreuses variantes des échecs traditionnels.
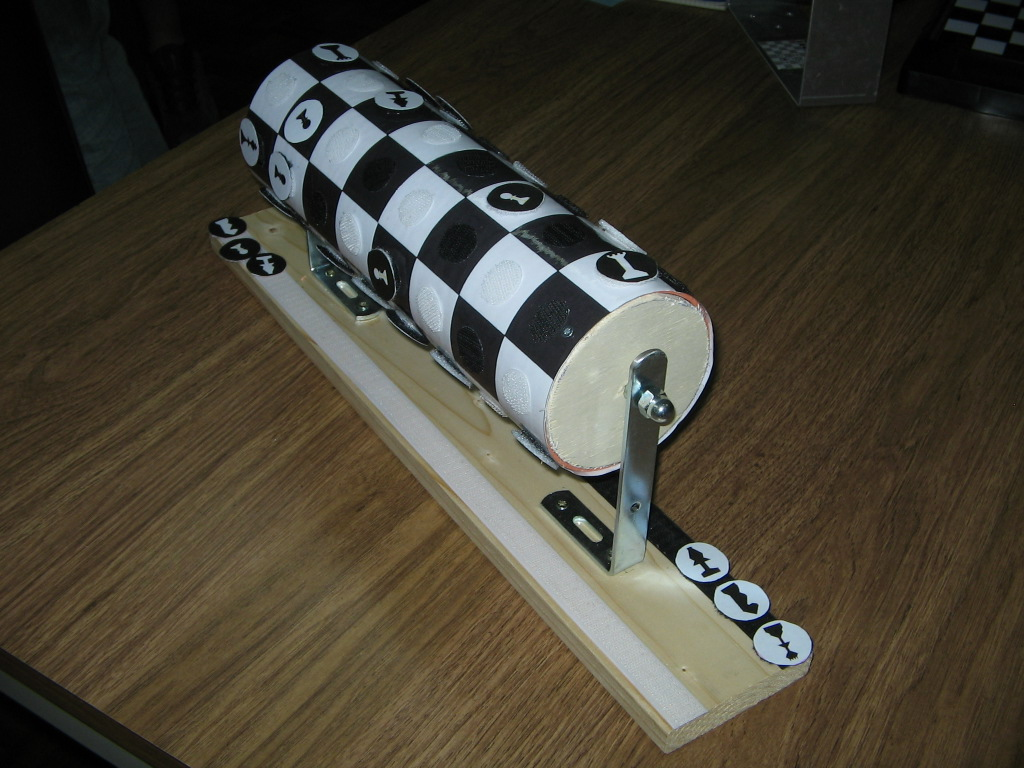
Un échiquier cylindrique, une autre variante des échecs traditionnels.
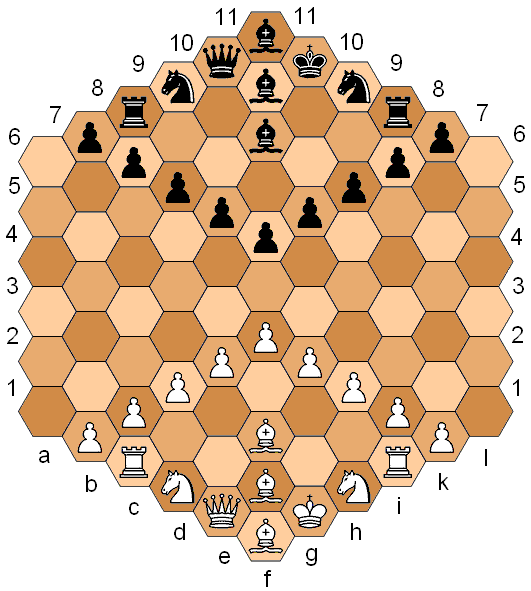
Un échiquier hexagonal, une autre variante des échecs traditionnels.
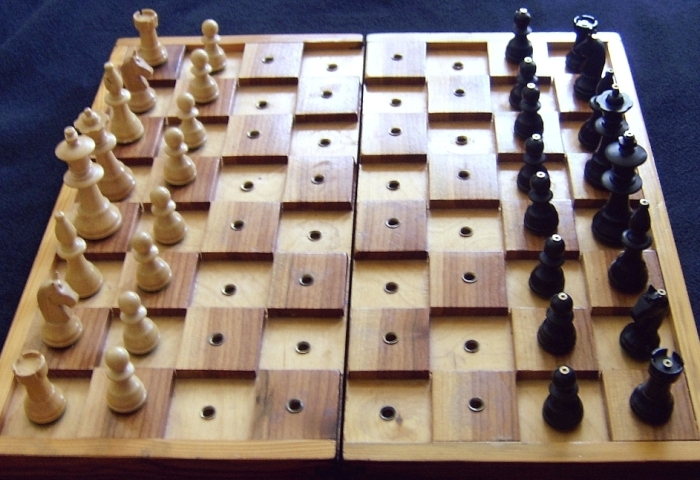
Échiquier adapté aux malvoyants.
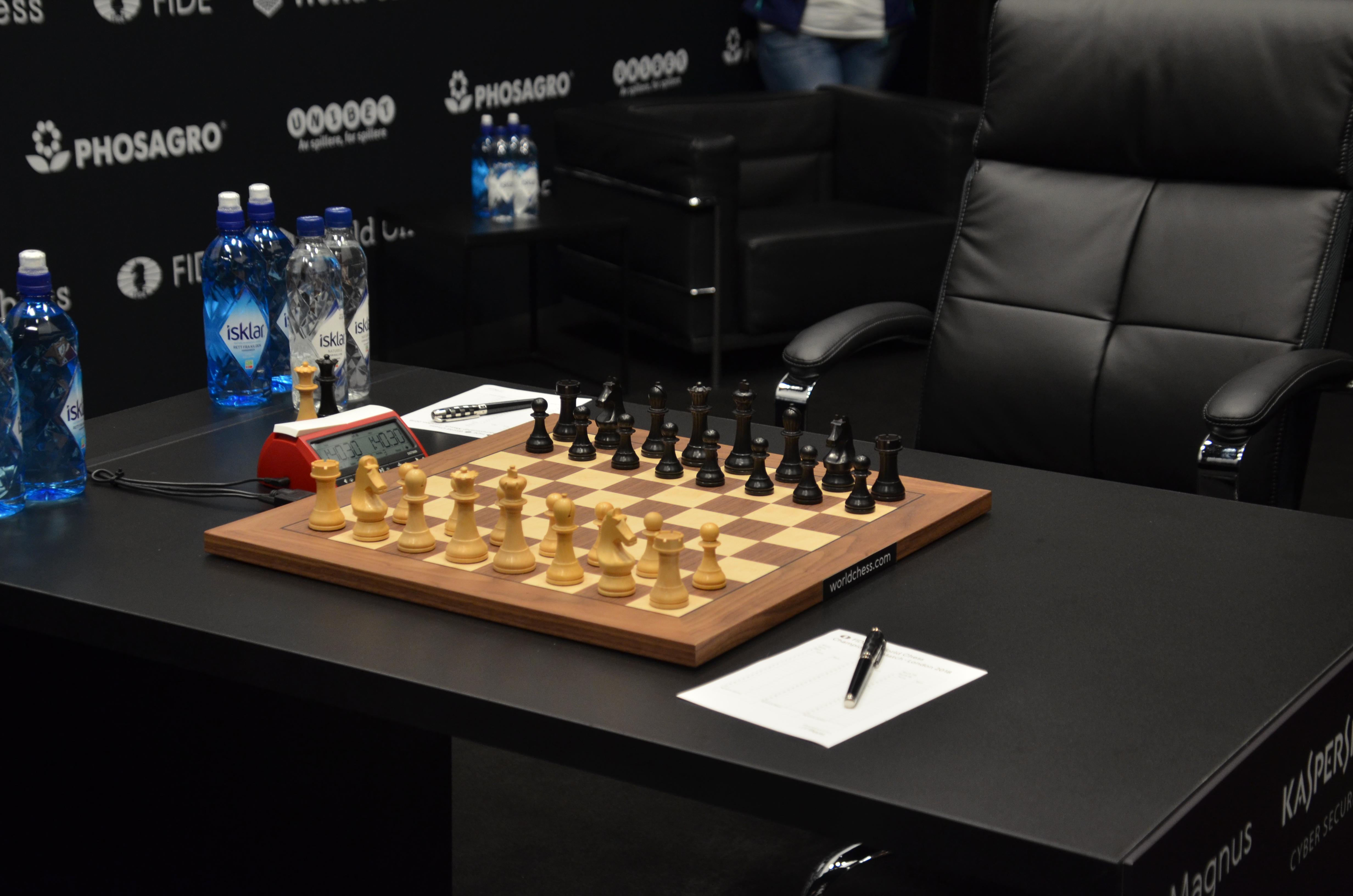
L'échiquier utilisé lors du championnat du monde d'échecs 2018.